# Motorradrahmen

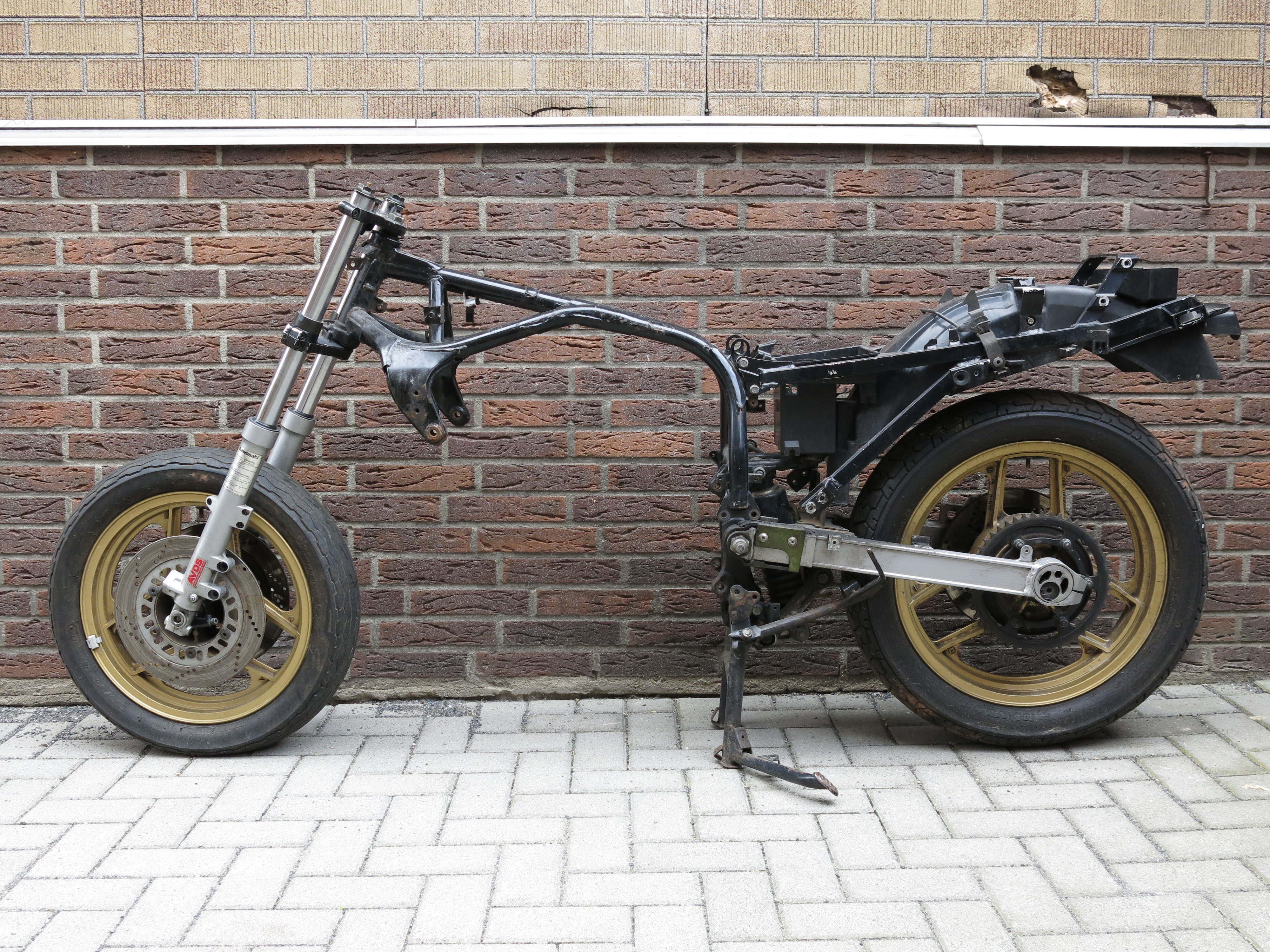
Moderner Motorradrahmen (Brückenrohrrahmen von Kawasaki)

Der Motorradrahmen ist das tragende Fahrgestell beim Motorrad. An ihm sind die wesentlichen Antriebselemente wie Motor, Getriebe und Radaufhängung, aber auch Lenkung, Energiespeicher (Kraftstofftank), Sitze, Verkleidungsteile sowie gegebenenfalls Anhängerkupplungen befestigt. Bei manchen Ausführungen kann auch die Motor-Getriebeeinheit teilweise die tragende Funktion des Rahmens mit übernehmen. Moderne Motorradrahmen wiegen zwischen 8 und 17,6 kg einschließlich der Schwinge.

## Allgemeines

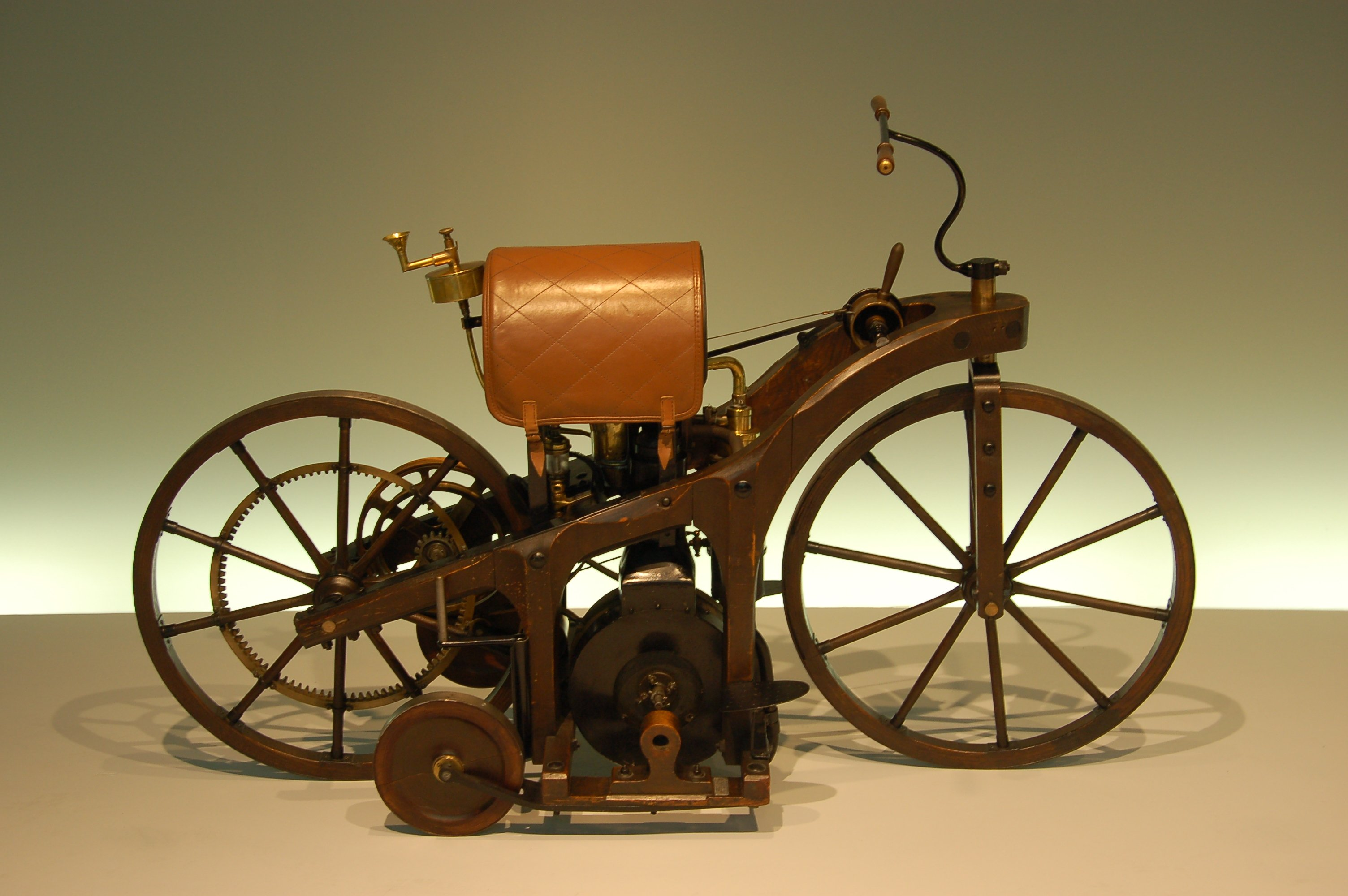
Holzrahmen
Daimler-Reitwagen (1885)

Während der Daimler-Reitwagen von 1885 als Vorläufer der Motorräder noch einen Holzrahmen hatte, setzte sich mit der Serienfertigung und den Erfahrungen bei den Fahrradrahmen schnell Metall als Werkstoff durch. Die unterschiedlichen Leistungs- und Gewichtsklassen sowie die Anpassung an vielfältige Einsatzmöglichkeiten bedingen eine Vielzahl an Rahmenvarianten, die je nach Betrachtung auch verschieden gegliedert werden.
Sachverständige unterscheiden die gebräuchlichsten Motorradrahmen in offene Rahmen, Doppelschleifenrahmen, Gitterrohrrahmen, Rückgratrahmen, Federbettrahmen, Brückenrahmen und Zentralrahmen.

## Gliederung nach dem tragenden Material

### Holzrahmen
Handwerklich in Einzelfertigung hergestellt und aus dem Kutschenbau abgeleitet waren Motorradrahmen aus Holz nur beim Daimler-Reitwagen (Hickory-Holz) sowie kurze Zeit bei Bekamo (Eschenholz) anzutreffen.

### Stahlrahmen
Stahl ist auch heute noch das häufigste Material für Motorradrahmen. Hohe Festigkeit und Steifigkeit, einfache Verarbeitung und geringe Kosten sprechen für diesen Werkstoff. Es wird hochfestes Stahlrohr mit rundem oder rechteckigem Querschnitt (für Kastenprofile) oder tiefgezogenes Blech (für Zentralpressrahmen) verwendet.

### Aluminiumrahmen
Den ersten Motorradrahmen aus gesenk-geschmiedetem Aluminium hatte das Neander-Motorrad von 1924. Rahmen aus Aluminium können Vorteile durch Gewichtseinsparung bringen. Nach einer Beispielrechnung misst bei identischem Gewicht eines Brückenrahmens, die Dicke eines Alublechs 2,5 mm, die Dicke des Stahlblechs 0,86 mm. Die Verarbeitung ist jedoch aufwendiger, das Ausgangsmaterial teurer. Die hergestellten Teile können durch WIG- oder MIG-Schweißen zusammengefügt werden. Dabei können auch komplizierte, im Guss-, Druckgussverfahren oder durch Schmieden hergestellte Formteile mit Stranggussprofilen oder Tiefziehteilen kombiniert werden. Die ersten Motorräder die in größeren Stückzahlen mit Aluminiumrahmen ausgeliefert wurden, waren die Suzuki GSX-R 750 und die Honda NS 400 R von 1985.

### Titan
Der erste Versuch mit einem Motorradrahmen aus Titan war das Geländemotorrad von BSA aus dem Jahre 1966. Husqvarna brachte 1971 ein Wettbewerbsmotorrad mit Titanrahmen zum Einsatz, 1998 folgte ein weiteres Einzelstück mit Einschleifen-Titanrahmen.

### Kohlenstofffaserverstärkter Kunststoff
Rahmen aus kohlenstofffaserverstärktem Kunststoff (auch „Kohlefaser“ oder „Carbon“ genannt) waren bislang nur im Motorradrennsport anzutreffen. Erstes Rennmotorrad mit einem CFK-Rahmen war die Tomos von 1978. 1983 erschien die Armstrong (250 cm³ Hubraum) mit einem 8 kg leichten CFK-Rahmen, 1985 folgte die Heron-Suzuki.

### Magnesium
1988, wiederum nur im Rennsport, wurden Teile des Rahmens beim Experimentalmotorrad „Elf-5“ aus gegossenem Magnesium verwendet.

### Verbundrahmen
Beim Verbundrahmen werden verschiedene Ausgangsmaterialien kombiniert. Beispielsweise werden vom Lenkkopf aus Stahlrohre bis zur kurz vor der Motoraufhängung/Schwingenlager (Vorderrahmen) verwendet, das Schwingenlager sowie der Heckrahmen besteht aus Aluminiumguss. Prominentes Beispiel ist die Benelli TNT.

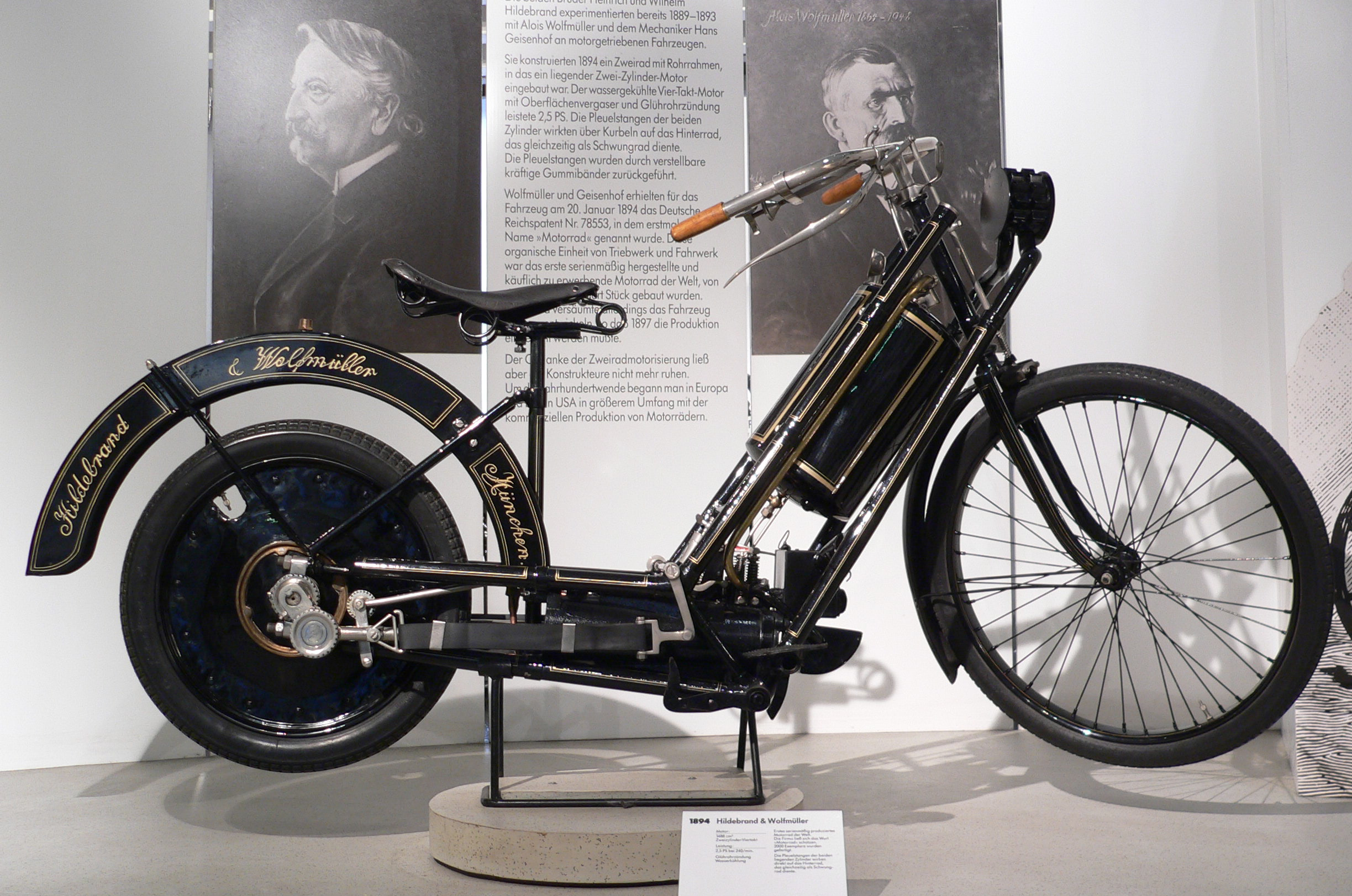
Vierfach-Stahlrohrrahmen Hildebrand und Wolfmüller (1894)
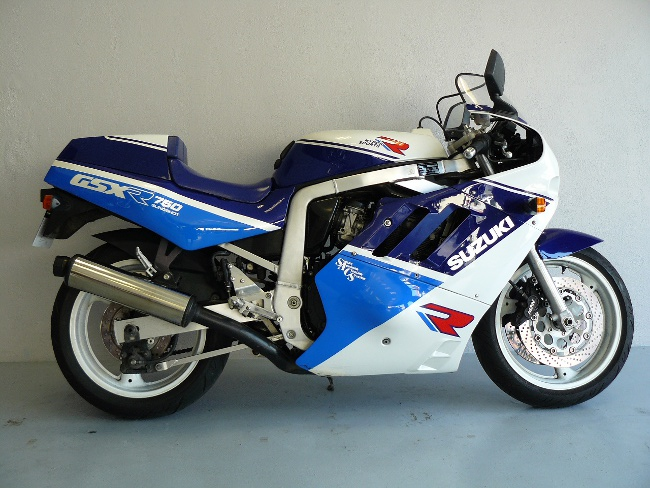
Aluminiumrahmen Suzuki GSX-R 750 (1985)
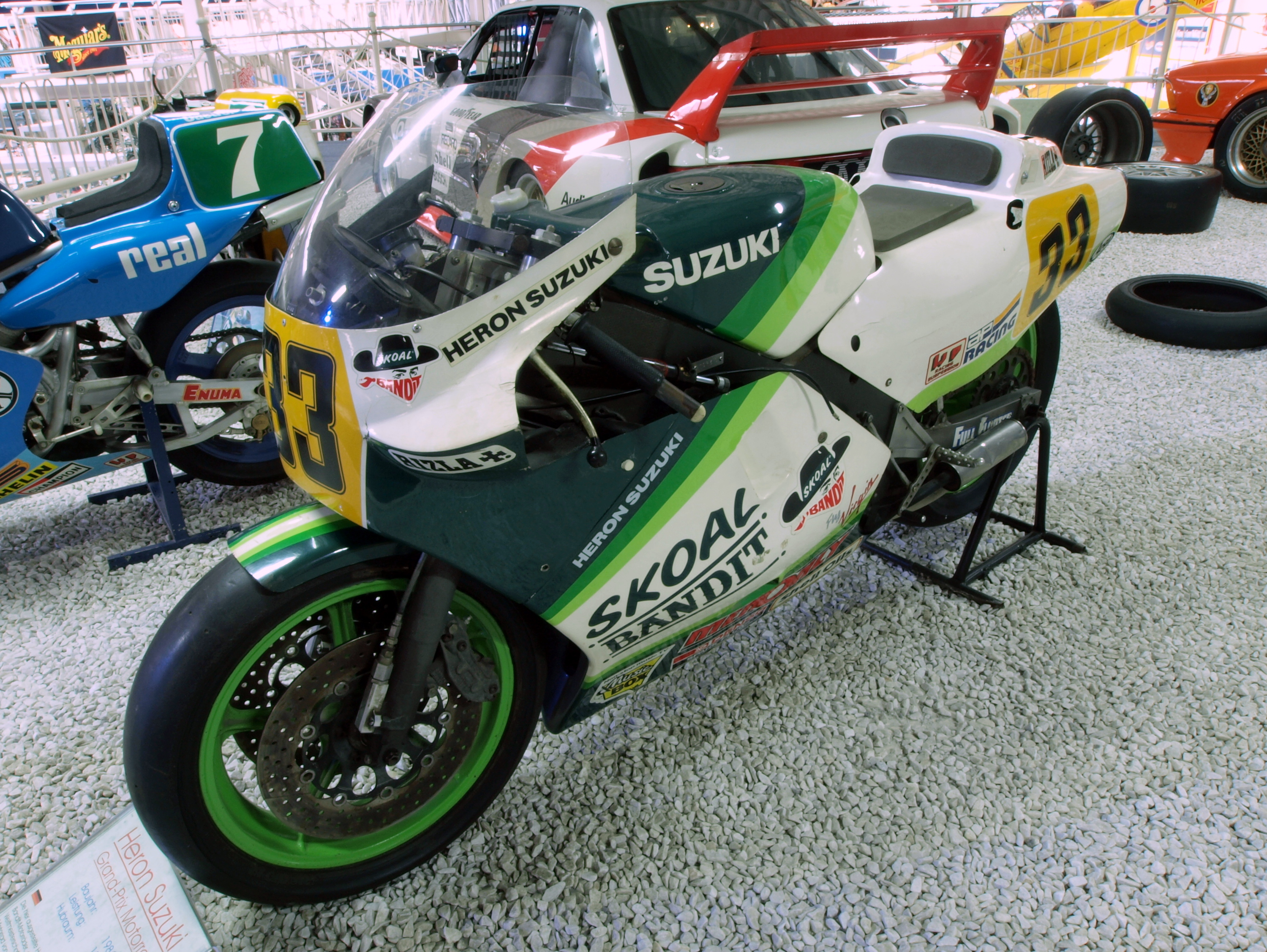
Rahmen aus CFK Heron-Suzuki (1985)
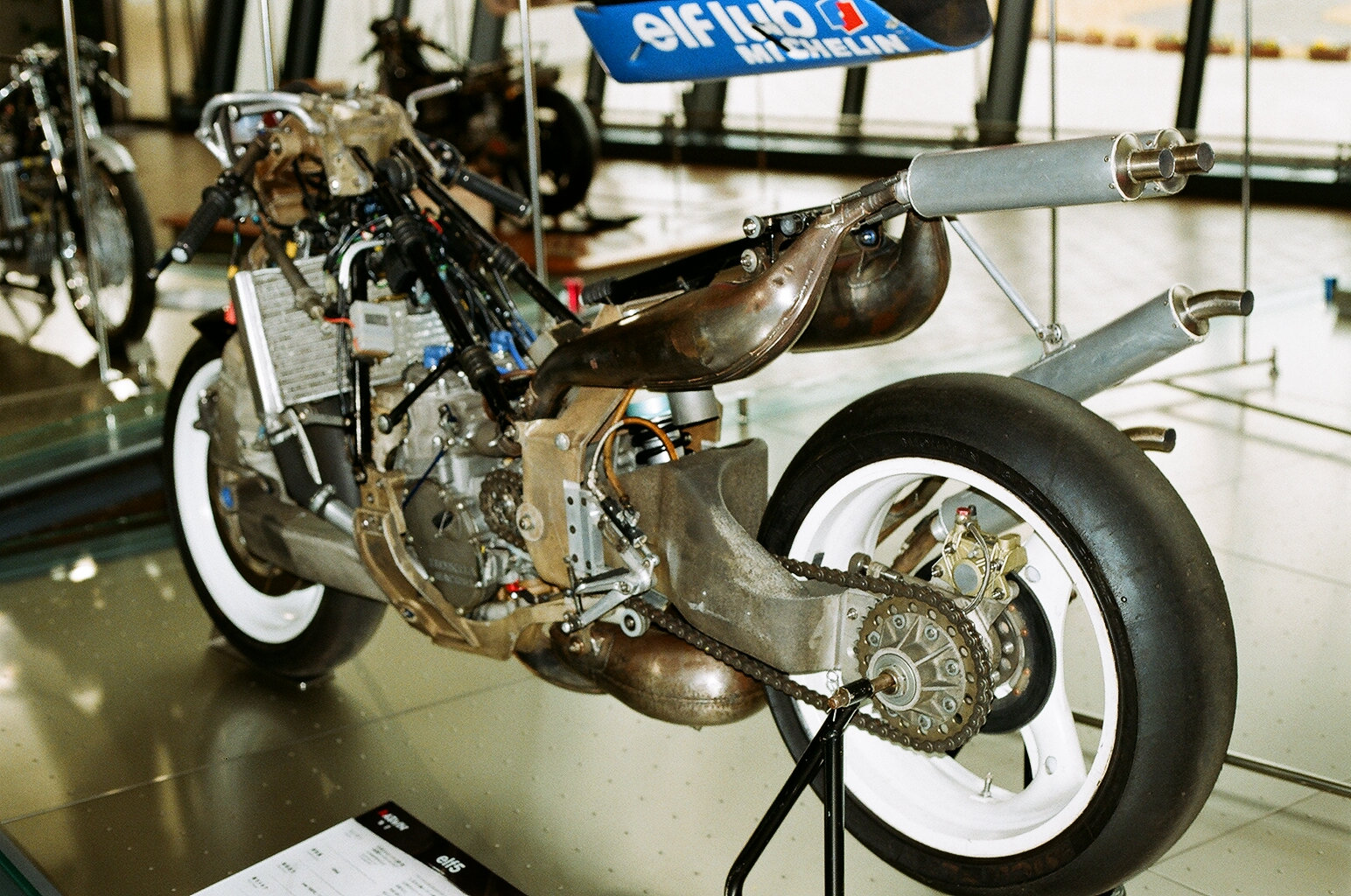
Magnesium-Rahmenteile ELF-5 (1988)
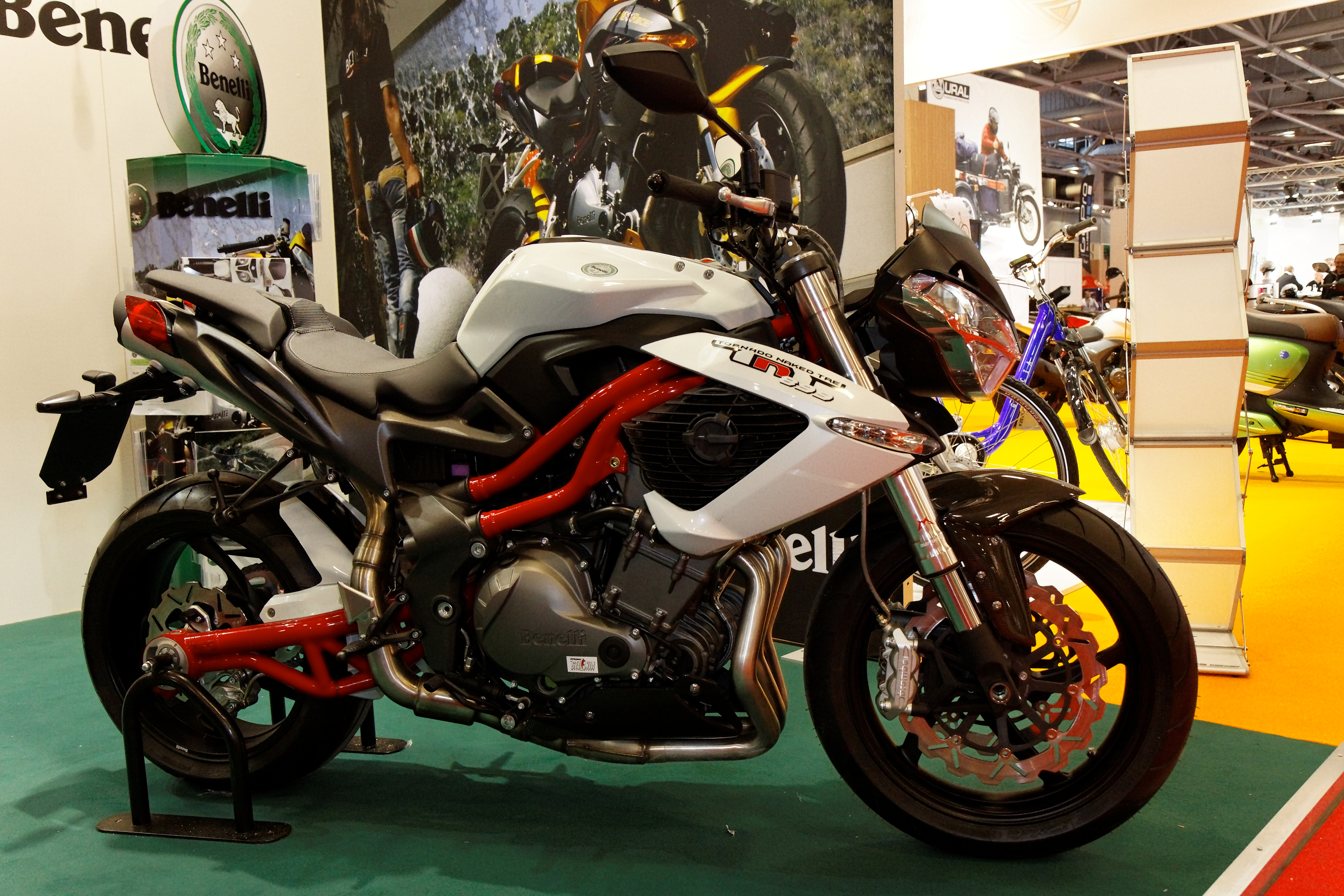
Verbundrahmen Benelli TNT (2011)

## Gliederung nach der Ausführung

### Rohrrahmen
Für Rohrrahmen werden meist runde, aber auch ovale oder eckige (Vierkantrohr) Rahmenprofile verwendet. In der Anfangszeit an den Fahrrädern orientiert, wurden runde Standardprofile verwendet. Diese wurden vorgebogen und hart verlötet oder verschweißt, an beanspruchten Stellen mit Knotenblechen oder mit Muffen verstärkt. Die Herstellung erfolgte anfangs manuell, war teuer und zeitaufwendig. Heute werden handgefertigte Rohrrahmen nur noch für Einzelstücke oder Kleinserien produziert. Für die Serienfertigung werden maschinelle Vielpunktschweißanlagen oder Schweißroboter eingesetzt. Das führt zu einer deutlichen Verringerung von Herstellungszeit und menschlichem Arbeitseinsatz bei gleichmäßigerer Qualität und geringeren Kosten in der Großserie. In den 1950er Jahren wurden Vierkant-Stahlrohre, u. a. an der Hoffmann Gouverneur von 1951, in den 1980er Jahren Vierkant-Aluminiumrohre in den Serienbau eingeführt.

### Kastenrahmen
Als Sonderform kann der Kastenrahmen mit großem Querschnitt aus eckigen Blechprofilen angesehen werden. Erstes und prominentes Beispiel ist die Weiße Mars von 1920. Der balkenförmige Rahmenkasten wies ein U-Profil auf und nahm neben der tragenden Funktion auch weiter Bauteile wie den Tank auf. An den Rahmen wurde auch der Motor nichttragend und hängend angeschraubt.

### Pressstahlrahmen

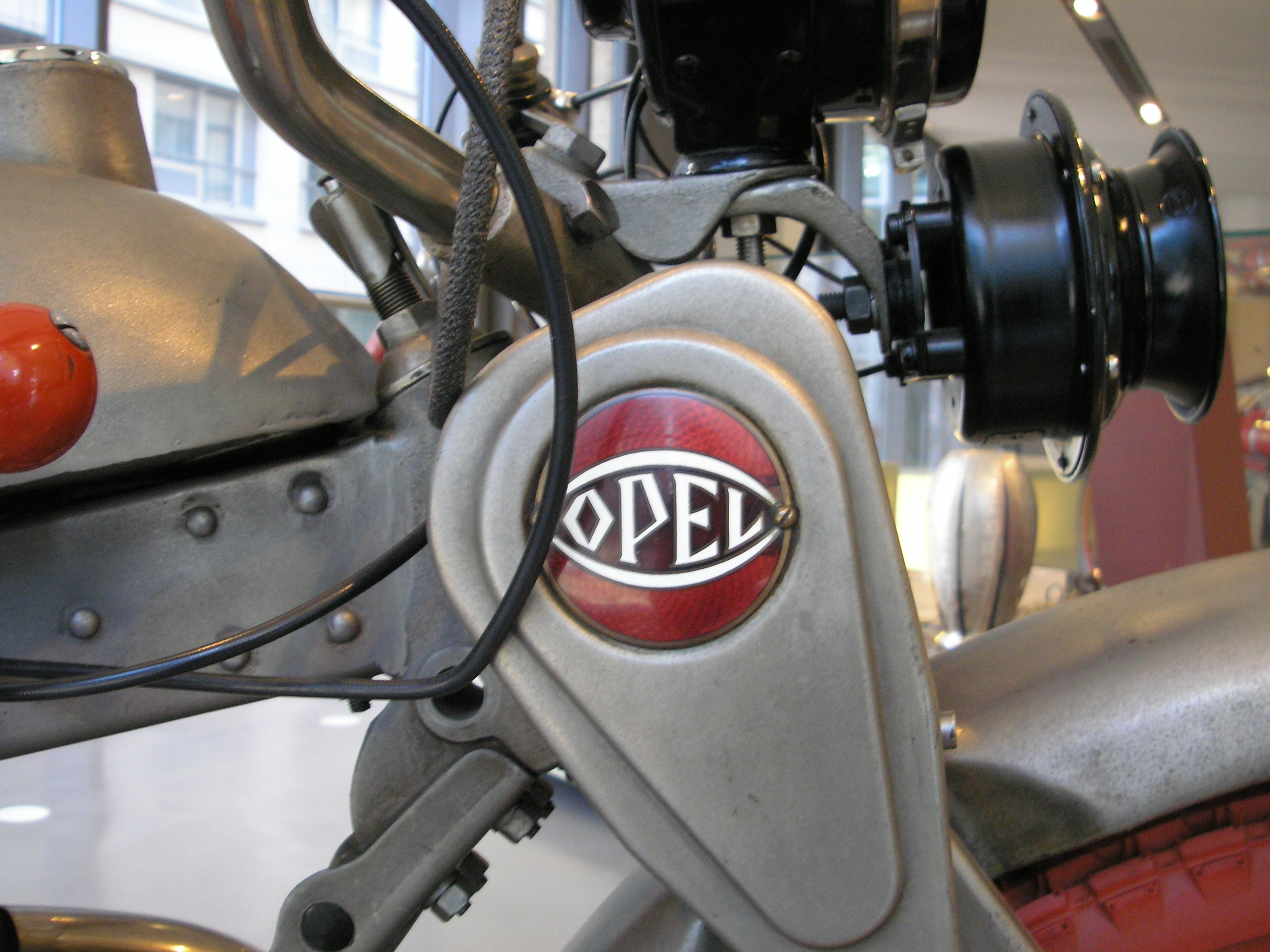
Pressstahlrahmen mit verschweißten, geschraubten und genieteten Verbindungen
Opel Motoclub (1929)

Um Herstellungszeit und Kosten zu senken, wurden in Pressen maschinell vorgeformte und ausgestanzte Rahmenteile aus Stahlblech eingesetzt. Aus Hauptteilen, die in der horizontalen Längsebene symmetrisch waren, konnten die Rahmen kostengünstig gefertigt werden, zusätzliche Knotenbleche oder Muffen entfielen. Als eines der ersten Motorräder wurde bei der Neander P3 ab 1927 und bei der in Neander-Lizenz gefertigten Opel Motoclub ab 1928 diese Bauweise angewendet. Die vorgefertigten Rahmenteile wurden dabei vernietet und verschraubt, was eine deutlich schnellere Fertigung ermöglichte.
1949 wurde bei der NSU Fox ein in Massenfertigung maschinell hergestellter Pressstahlrahmen mit durch Schweißen verbundenen Rahmenhälften als Zentralpressrahmen angeboten. Ähnlich in der Herstellung war der Rahmen des Motorrollers Vespa (1946) mit einem Schalenrahmen aus Stahlblech, der zur Steifigkeit mit Rohren verstärkt wurde. Der Hersteller Kreidler stellte seit 1957 in seinen Florett-Modellen einen gefalzten Zentralpressrahmen her. Auch in den schwächeren Modellen der kleinen MZ ES wurde der Zentralpressrahmen in großen Stückzahlen angeboten. Heute können Stahlblechrahmen kostengünstig und in großen Stückzahlen produziert werden. Aus Gründen der Stabilität eignet sich diese Bauweise für Motorräder und Motorroller mit geringen Motorleistungen. In neuerer Zeit findet sich der Zentralpressrahmen bei den XV-Modellen von Yamaha.

### Gussrahmen
Eines der wenigen Beispiele der Rahmenausführung in Gusstechnik (Aluminium) ist die Heinkel Perle von 1954. In Kombination mit anderen Rahmenmaterialien (Verbundrahmen) werden tragende Aluminiumgussteile im Rahmenbau verwendet. Yamaha lieferte ab 2004 einen verschraubten Alu-Gussrahmen an seinem Modell Fazer FZ6.

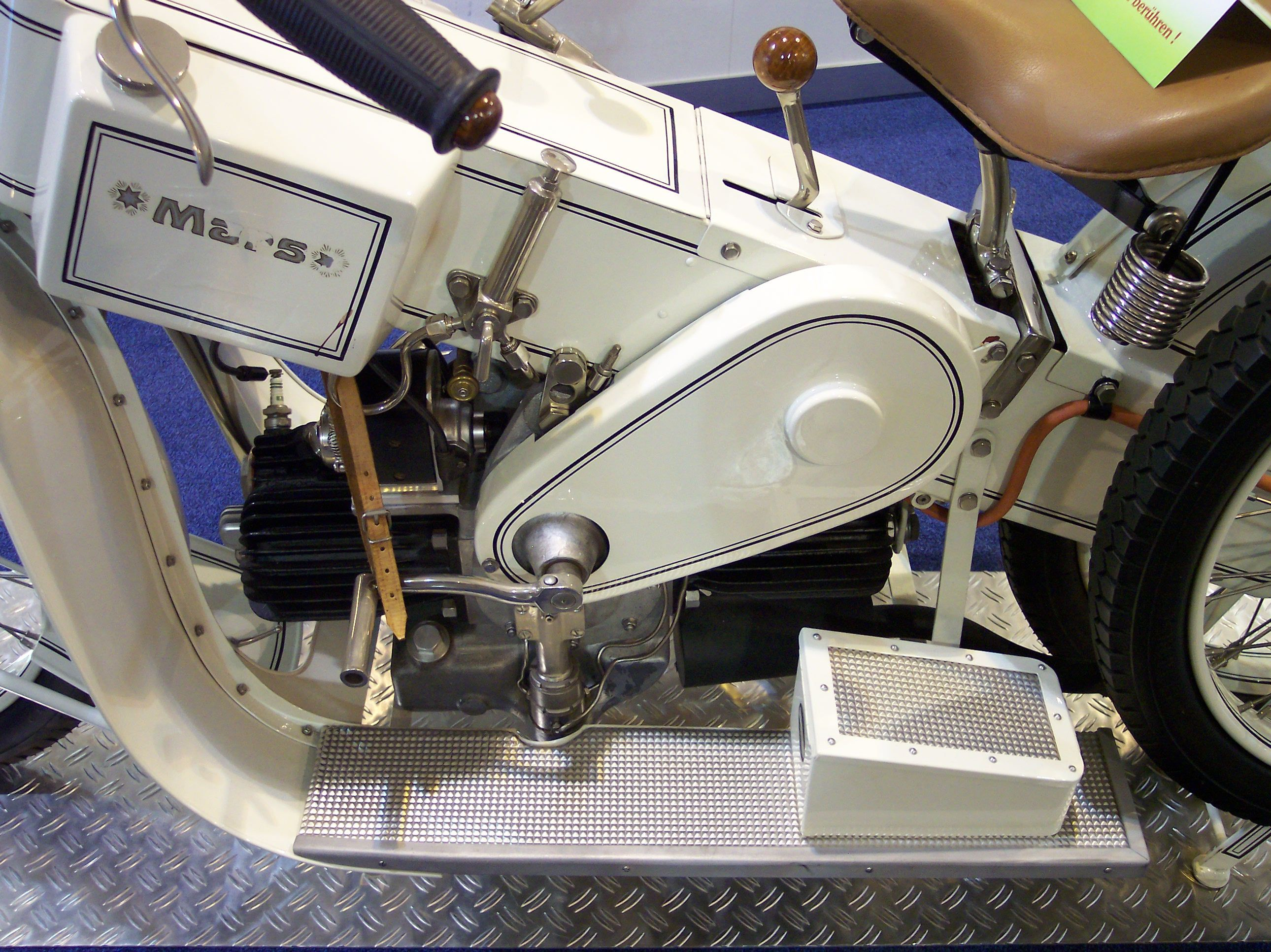
Kastenrahmen Weiße Mars (1920)
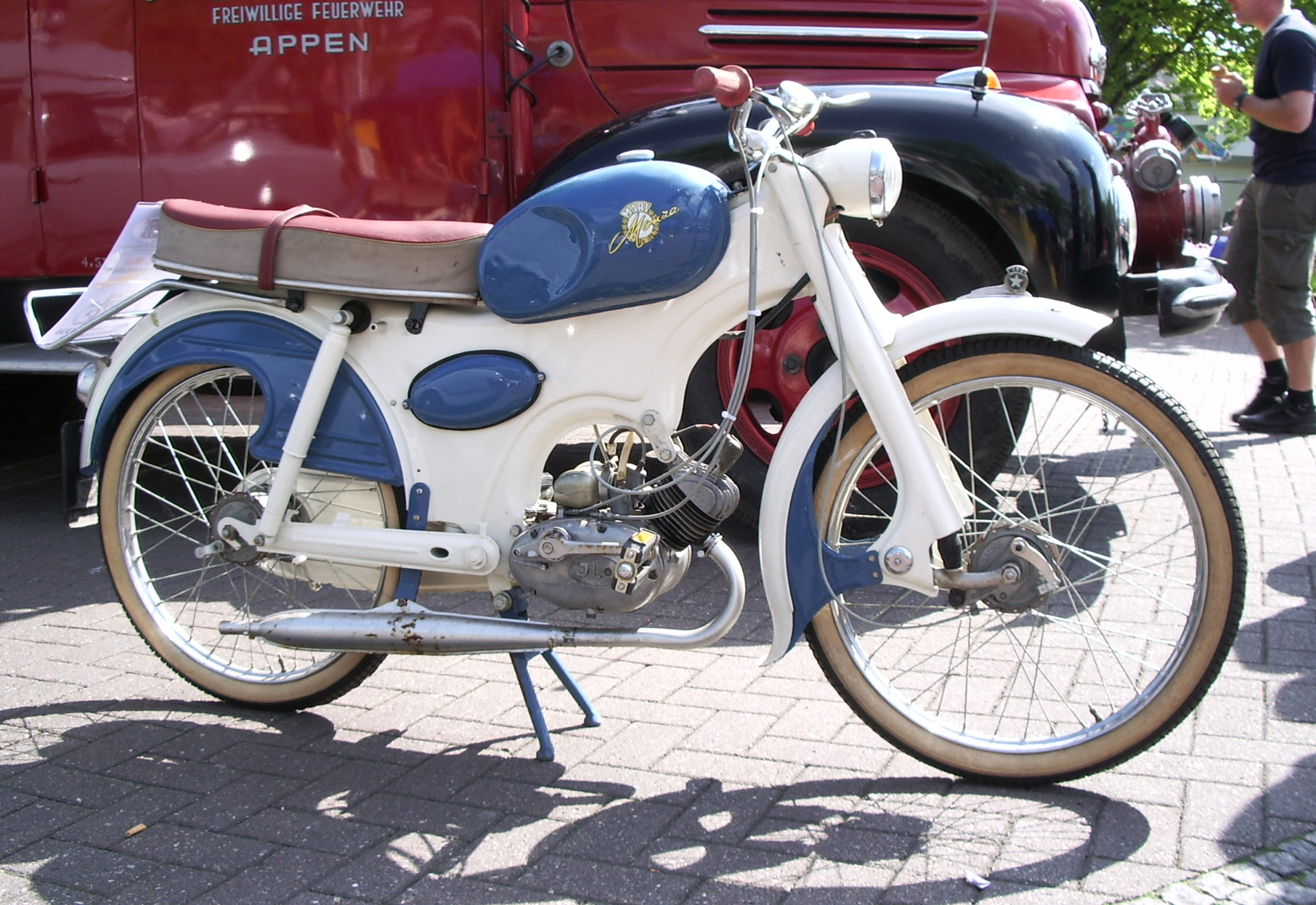
Zentralpressrahmen (Mars Monza)
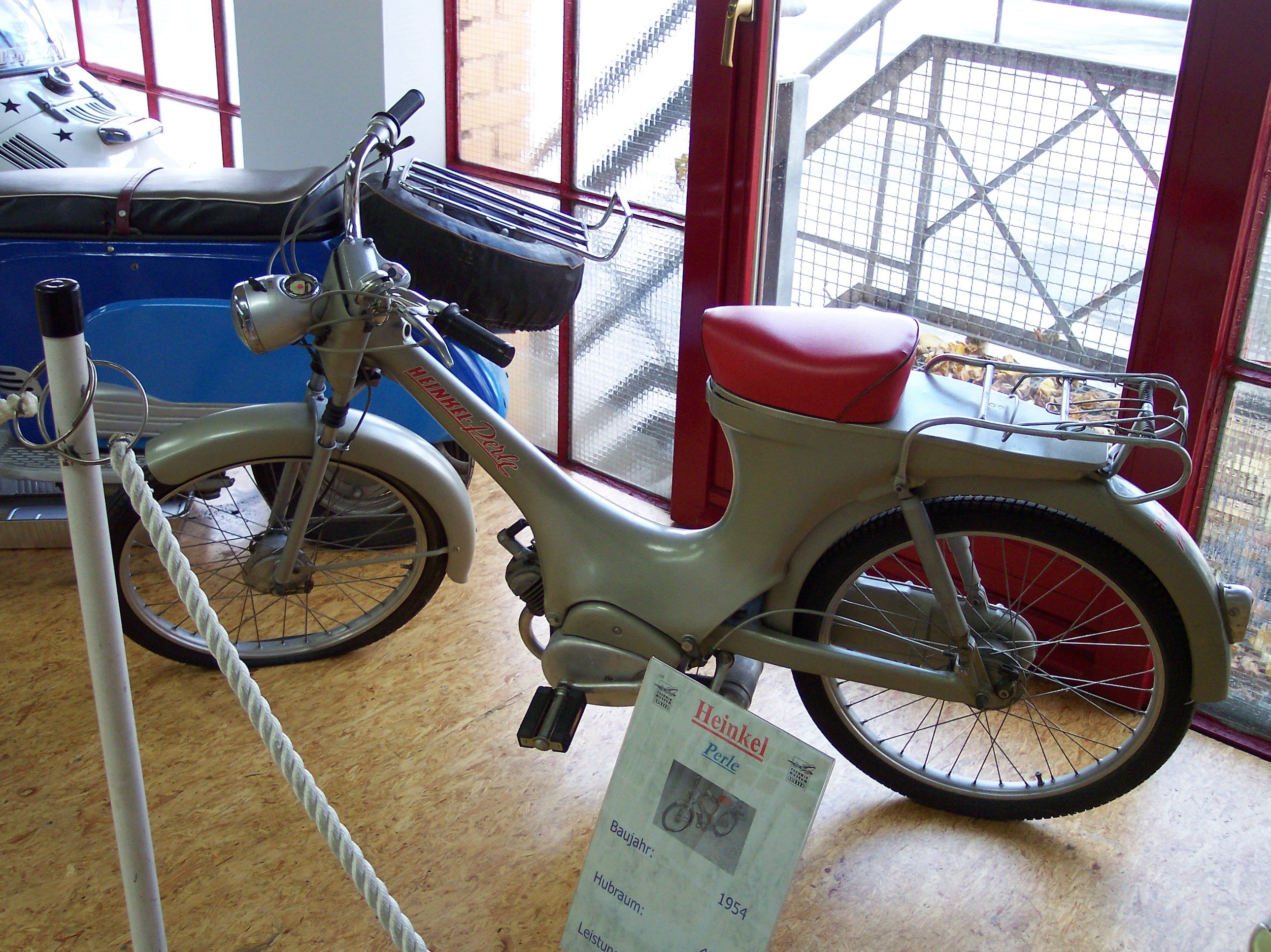
Alu-Gussrahmen Heinkel Perle (1954)
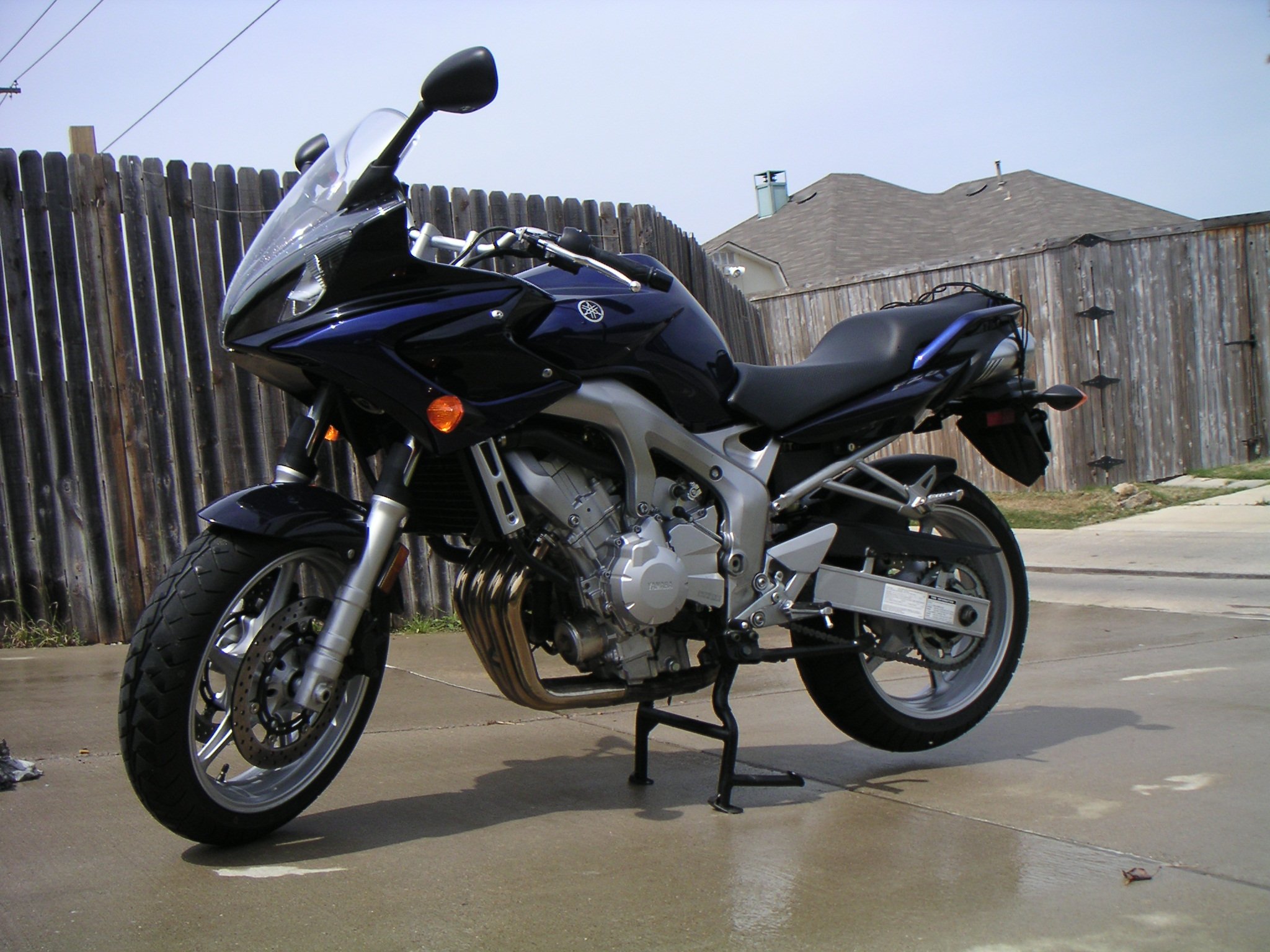
Alu-Gussrahmen Yamaha Fazer FZ6 (2004)

## Gliederung nach der Rahmenform

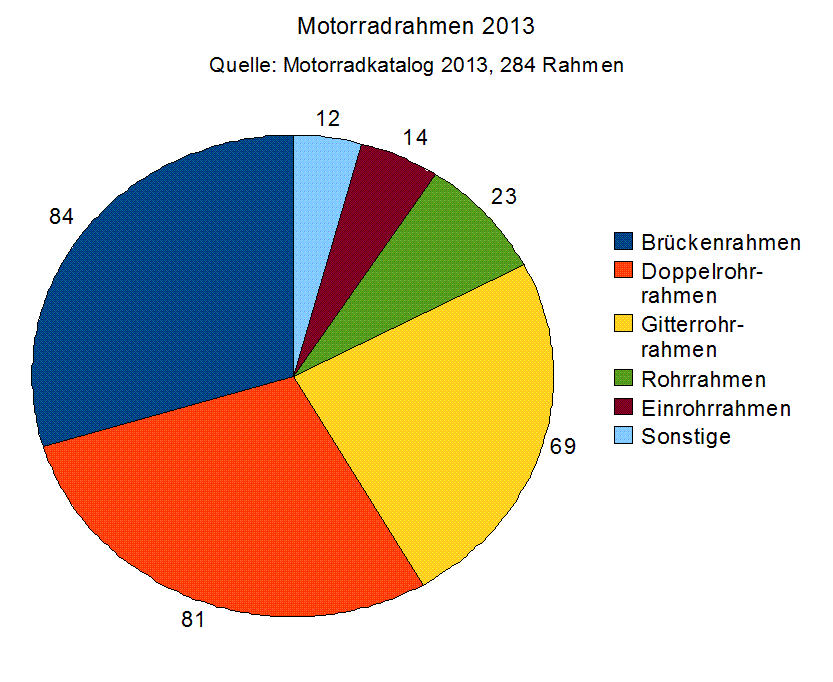
Motorradrahmen, Verteilung der Bauarten (2013)

### Einrohrrahmen

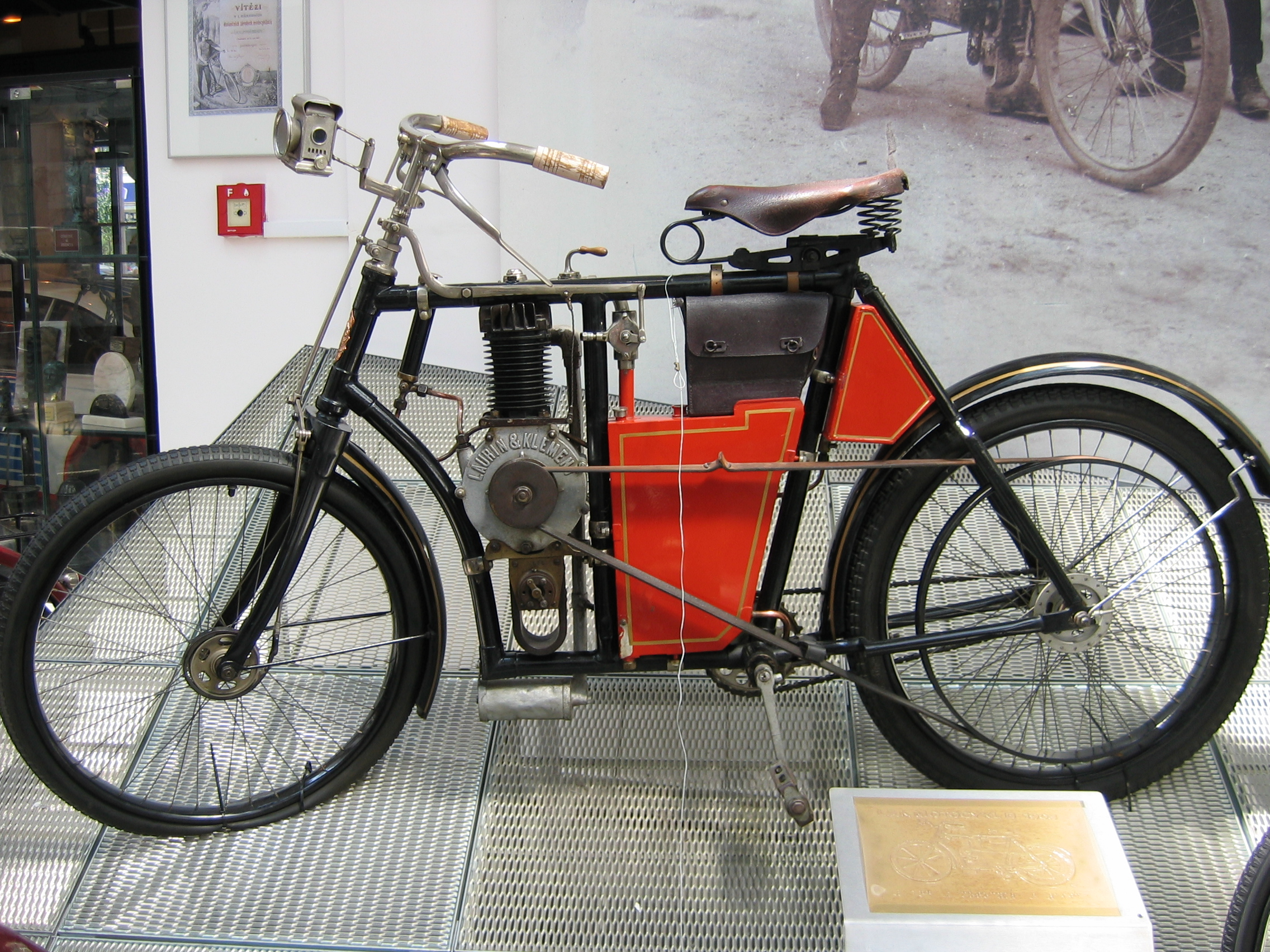
Einrohrrahmen
Laurin & Klement Typ 1 (1899)

Der Einrohrrahmen entstand aus dem Diamantrahmen der Fahrräder. Kennzeichnend ist eine schmale Rohrführung in der Symmetrieebene. Unten im Rahmenprofil ist der Motor eingehängt. Der Kraftstofftank wird auf das obere Rahmenrohr aufgesattelt (Satteltank). Günstige Kosten, vor allem bei Verwendung einheitlicher Querschnitte, aber oft Schwächen in der Steifigkeit. Um diese zu verbessern, wird meist das die Hauptlast tragende obere Rahmenrohr zum Lenkkopf stärker dimensioniert, der Unterzug überwiegend gegabelt. Einrohrrahmen werden heute fast ausschließlich bei Leichtkrafträdern (125 cm³ Hubraum) oder leistungsschwachen Motorrädern verwendet.

### Zentralrohrrahmen

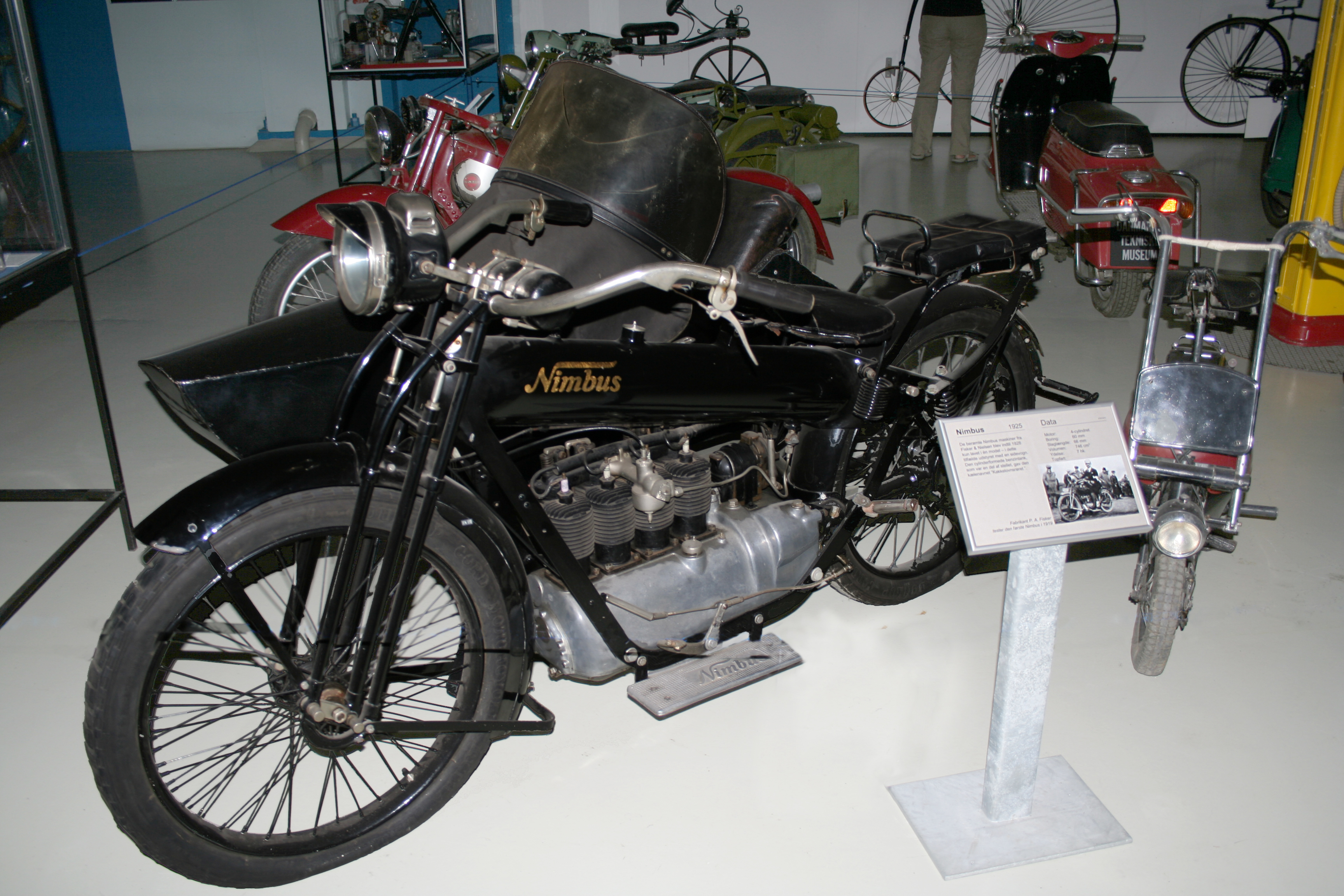
Zentralrohrrahmen
(Nimbus „Ofenrohr“)

Planskizze mit den Grundelementen des EGLI-Zentralrohrrahmen

Beim Zentralrohrrahmen wird zur Festigkeitserhöhung das einzelne obere Rahmenrohr stärker dimensioniert und erhält neben der tragenden oft noch eine aufnehmende Funktion. In der Anfangszeit nannte man den Zentralrohrrahmen Tankrohrrahmen. 1924 wurde im T.X.-Motorrad des Berliner Herstellers Westendarp & Pieper ein Motorrad mit Tankrohrrahmen vorgestellt. Ein dickes Rohr diente als Hauptrahmen und Kraftstoffbehälter, an den Motor und Fußrasten angebracht wurden. Einen Zentralrohrrahmen hatten das „Deutschlandfahrt-Modell“ von Ernst Neumann-Neander sowie die Nimbus „Ofenrohr“ von 1924.
1947 wurde von Moto Guzzi der Rohrrahmen der Rennmaschine Due cilindri mit einem großen Hohlträger am Lenkkopf versehen, der ursprünglich als Ölbehälter fungierte. Nachdem 1956 die letzten Vincent-Motorräder hergestellt wurden, erwarb der Schweizer Fritz W. Egli die Rechte und vertrieb ab 1969 die Motoren in seinen Fahrgestellen. Egli verbesserte die Idee des Zentralrohrrahmens und vertrieb den Egli-Zentralrohrrahmen ab 1975 in Einzelanfertigung u. a. mit japanischen und deutschen Motoren (z. B.: Egli Kawasaki, Suzuki, Yamaha, BMW).
Ein als gekrümmter Rückgratrohrrahmen bezeichneter Zentralrohrrahmen wurde 1953 von NSU bei der Rennmax vorgestellt. Von Honda wurde dieses Prinzip bei den kleineren Modellen (Cub, SS 50, Dax …) und später bei der Honda CX 500 von 1978 in einer verstärkten Version angewandt. Heute wird der Rückgratrohrrahmen nur noch bei wenigen Herstellern verwendet.

### Doppelrohrrahmen

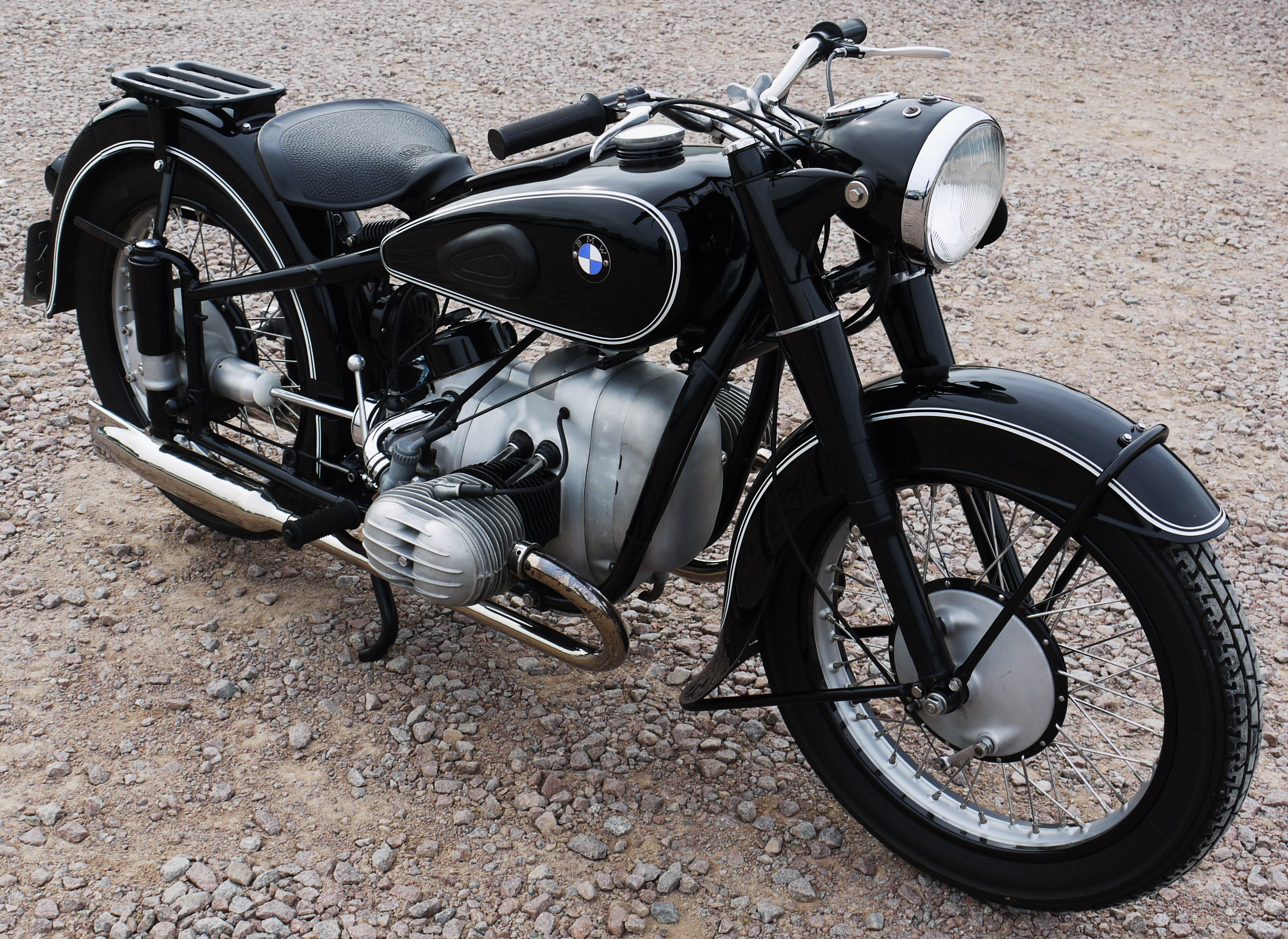
Doppelrohrrahmen
mit Geradwegfederung (BMW)

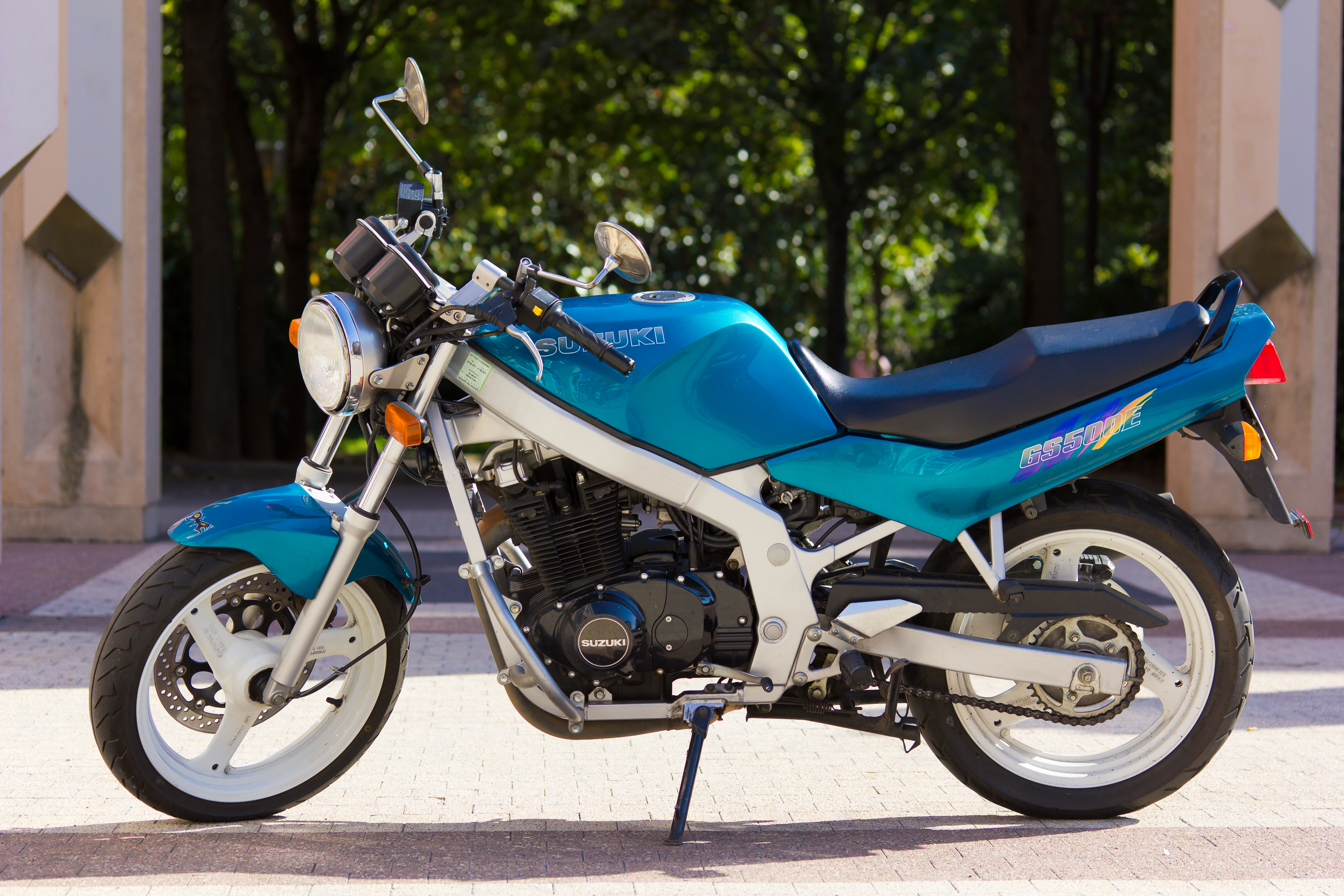
Doppelrohrrahmen
aus Vierkantrohr (Suzuki GS500)

Durch doppelte, aus der Symmetrieebene ausgespreizte Unterzüge vom Lenkkopf zu einem unteren Rahmenpunkt ergibt sich nicht nur eine deutliche Querversteifung des Rahmens, sondern auch eine schwerpunktmäßig günstige Anordnung von Motor und Getriebe zwischen den Rahmenrohren. Beides verbessert das Handling und die Sicherheit. Diese Rahmenform entstand in den 1920er Jahren. Wegweisend war das Moto Guzzi Modell von 1921, die BMW R 32 von 1923 und das D-Rad. Der Doppelrohrrahmen ist auch heute noch Basis vieler Motorradfahrwerke. Aktuell (Stand 2013) verwendet Harley-Davidson bei seiner gesamten Modellpalette Doppelrohrrahmen; japanische Hersteller verwenden diese Bauart vor allem auch bei Chopper-Modellen.
Die versteifende Wirkung der geschlossenen, gespreizten Schleifenform wurde auch bei vielen Pressstahlrahmen genutzt. Durch deren offene Pressquerschnitte handelt es sich nicht um Rohrrahmen. In Stahlblechausführung bei BMW ab 1928 bei den Modellen BMW R 16 und BMW R 11, sowie bei Zündapp in den K-Modellen ab 1933, wurden sie auch als Kastenrahmen bezeichnet. Die Verwindungssteifheit solcher Rahmen blieb stets problematisch.

### Doppelschleifenrohrrahmen

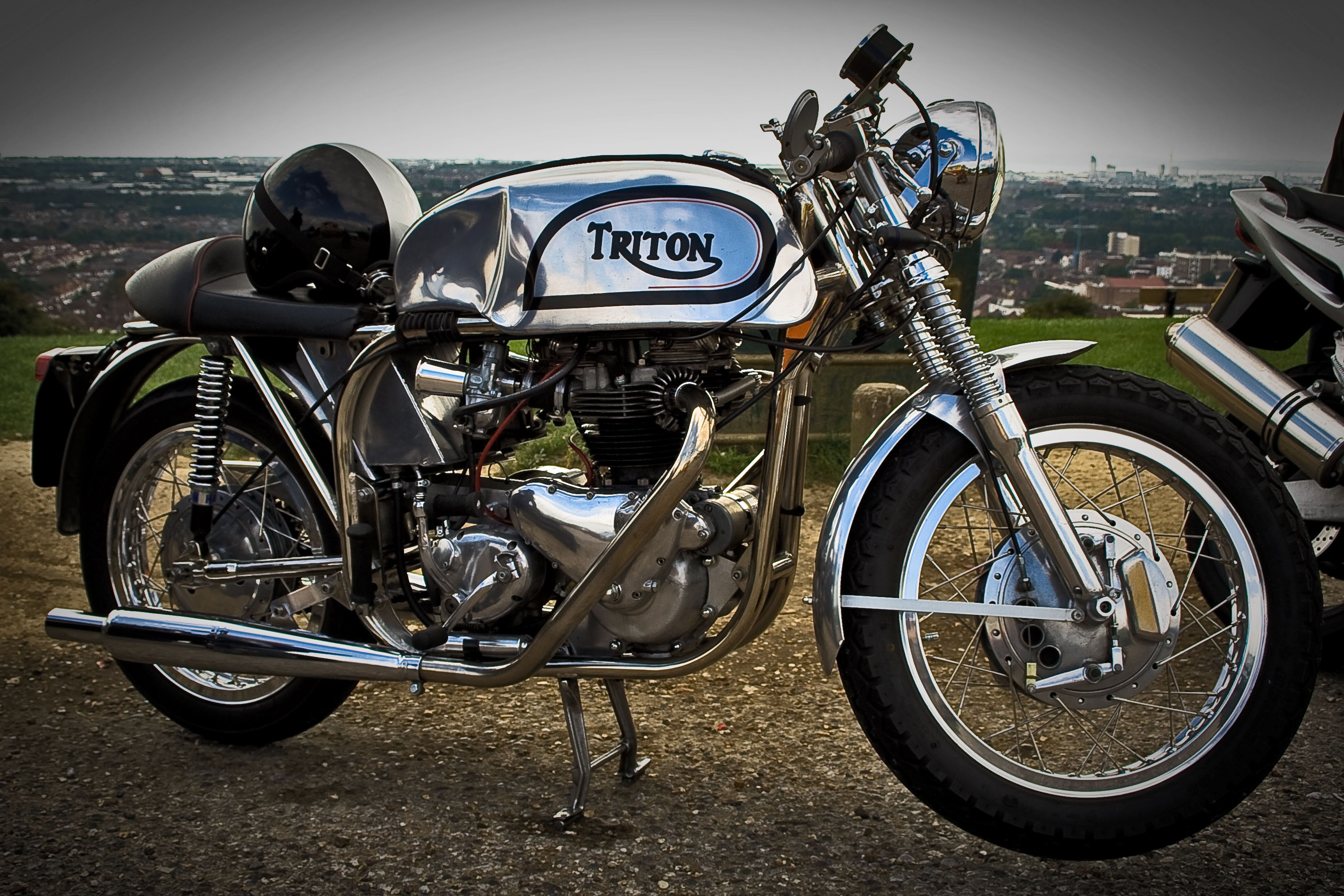
Doppelschleifen-Rohrrahmen
(Norton Manx)

1950 wurde der als „Federbettrahmen“ bezeichnete Doppelschleifenrohrrahmen bei Norton-Rennmotorrädern vorgestellt. Das typische Merkmal des Federbettrahmens sind die sich am Lenkkopf kreuzenden Rohre sowie die weichen Rohrbögen. Die damals exzellenten Eigenschaften dieser in einer doppelten Schleife geführten Rohrkonstruktion überzeugte auch andere Hersteller. Von 1969 bis 1996 hatten BMW-Modelle den Doppelschleifenrohrrahmen mit einer Rahmenverstärkung am Lenkkopf (Knotenblech) und einem kräftigen Ovalrohr. Das Gewicht dieses Rahmens betrug, einschließlich der Schwinge, bei der BMW R 100 S 17,6 kg.
Mittlerweile wurde der Doppelschleifenrohrrahmen, hinsichtlich der Marktanteile, durch den Brückenrohrrahmen verdrängt, bei dem die Motor-Getriebe-Einheit als tragende Baugruppe einbezogen wird.

### Brückenrohrrahmen

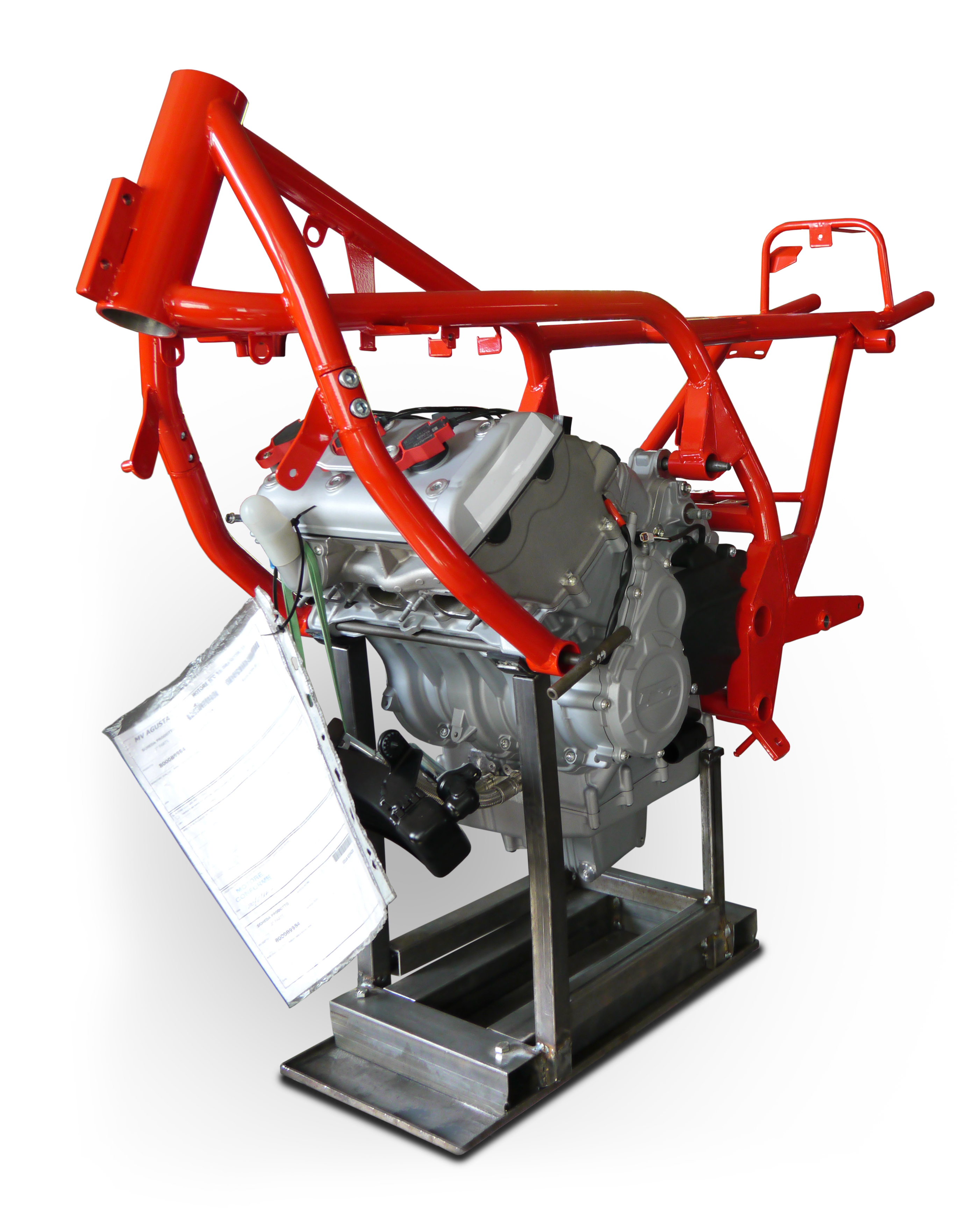
Brückenrohrrahmen des italienischen Herstellers MAGNI (mit vormontiertem Motor einer MV Agusta F4)

Aus dem Doppelschleifenrohrrahmen wurde der Brückenrohrrahmen oder Brückenrahmen entwickelt, indem die doppelten Unterzüge entfernt und die Motor-Getriebeeinheit als tragende Baugruppe mit einbezogen wird. Der Brückenrohrrahmen auch Brückenrahmen (dieser sehr häufig aus Aluminium gefertigt) wird heute bei fast allen Herstellern leistungsstarker Motorräder verbaut. BMW setzte erstmals mit der BMW K 100 einen Gitterrohrverbund als Brückenrahmen ein, bei dem die Motor-Getriebeeinheit als tragendes Element genutzt wurde; das Rahmengewicht betrug dabei 11,3 kg.

### Gitterrohrrahmen

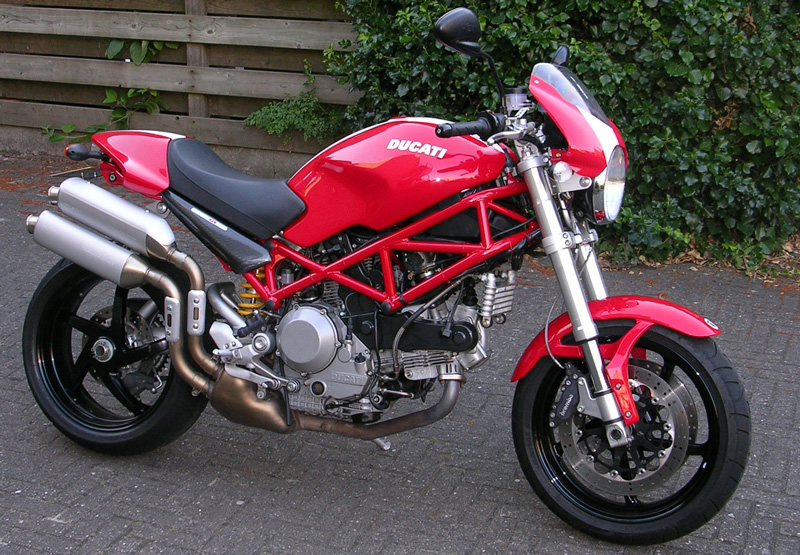
Gitterrohrrahmen
(Ducati S2R Monster)

Eine weitere Versteifung des Stahlrohrrahmens ergibt sich durch die Schaffung zusätzlicher Rahmendreiecke. Das dabei entstehende Muster führte zur Namensgebung. Die Stabilität, aber auch der Fertigungsaufwand ist durch die vielen Verbindungsstellen hoch. Der Gitterrohrrahmen, 1952 von Moto Guzzi entwickelt, wird bei modernen Motorrädern mit hohen Leistungen eingesetzt. Gefertigt wird er in manueller Fertigung für spezielle Einzelstücke oder mit automatischen Vielpunktschweißanlagen in der Großserie. Heutige Anwender sind BMW, Ducati, KTM, MV Agusta und Italjet, bei denen die unverkleideten Rahmenteile optisch stilprägend eingesetzt werden. Das Gewicht des Gitterrohrrahmens der MKM 1000 betrug 11,6 kg.

### Monocoque

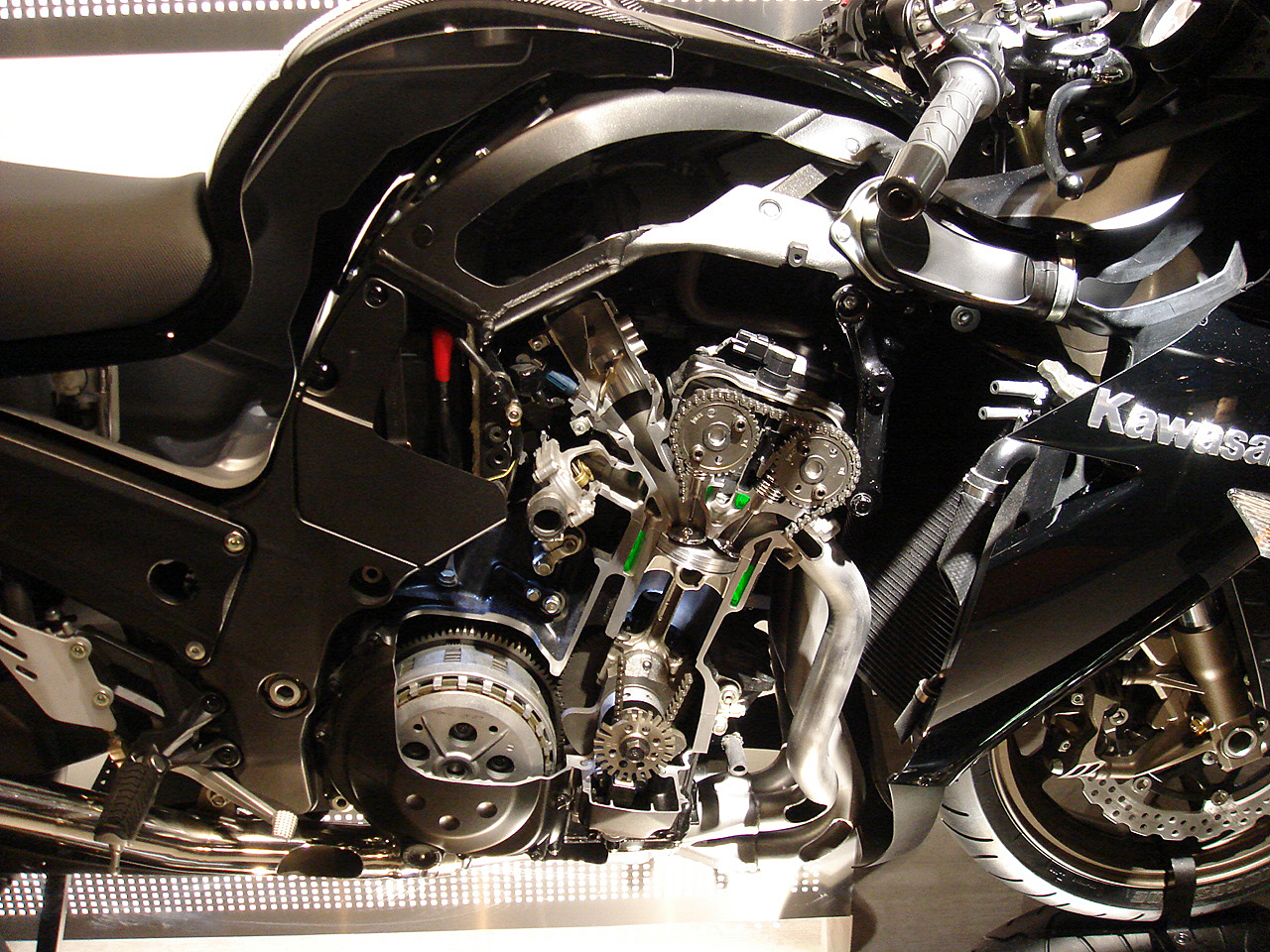
Monocoque
(Kawasaki ZZR 1400)

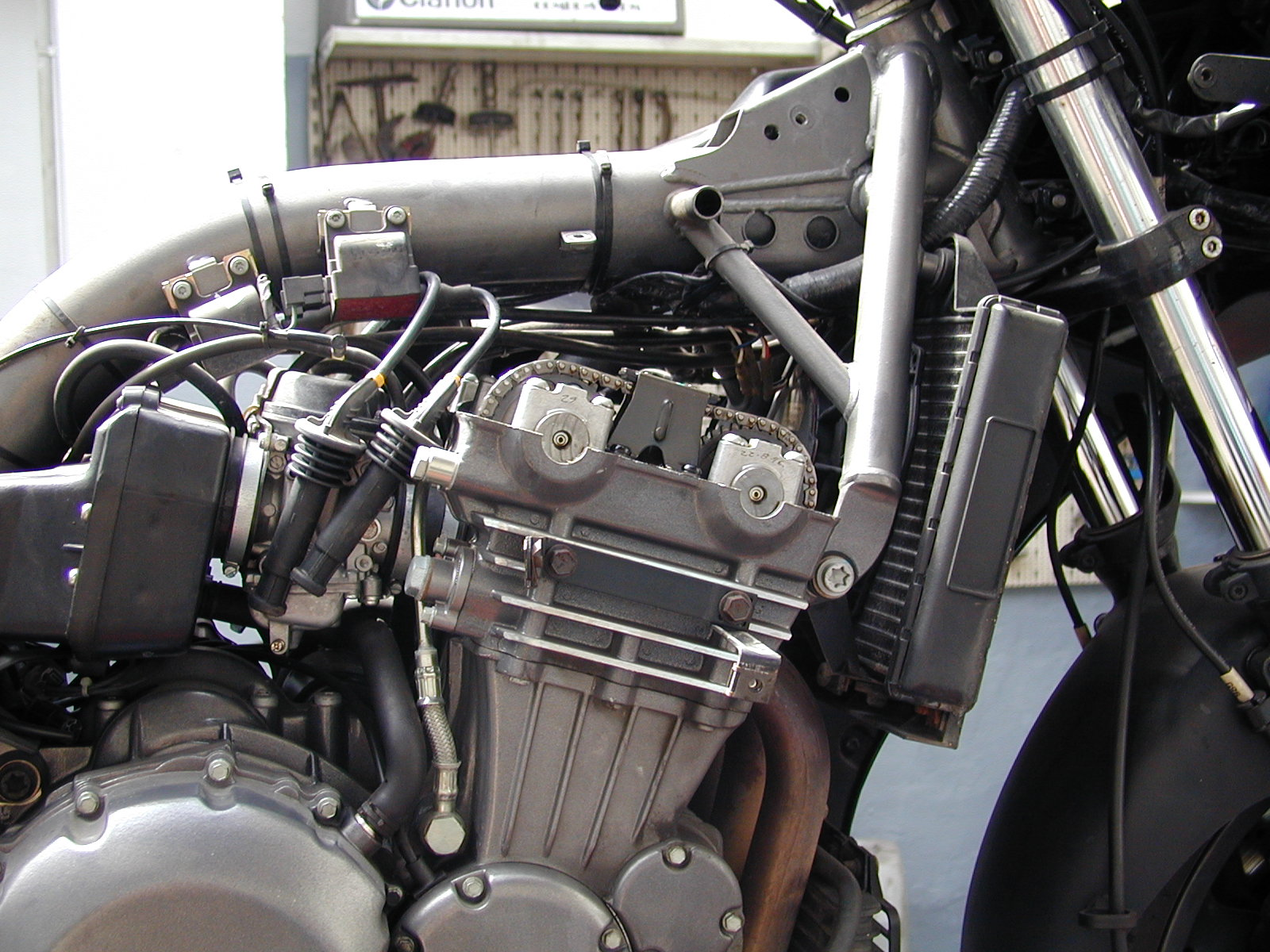
Rückgratrohrrahmen
(Yamaha)

Durch die Verwendung von Kastenprofilen wurde der Motorradrahmen im Laufe der Jahre immer stärker um den Motor herum verbaut. Erste neuere Monocoque-Rahmen waren die als „Delta-Box“ bezeichnete Rahmen von Yamaha sowie der als Monocoque genannte Rahmen der Kawasaki ZX-12R (2002). Aktuell verwenden die Ducati 1199 Panigale und die Kawasaki ZZR 1400 einen Monocoque-Rahmen aus Aluminium.

## Gliederung nach Motor- und Getriebeeinbau

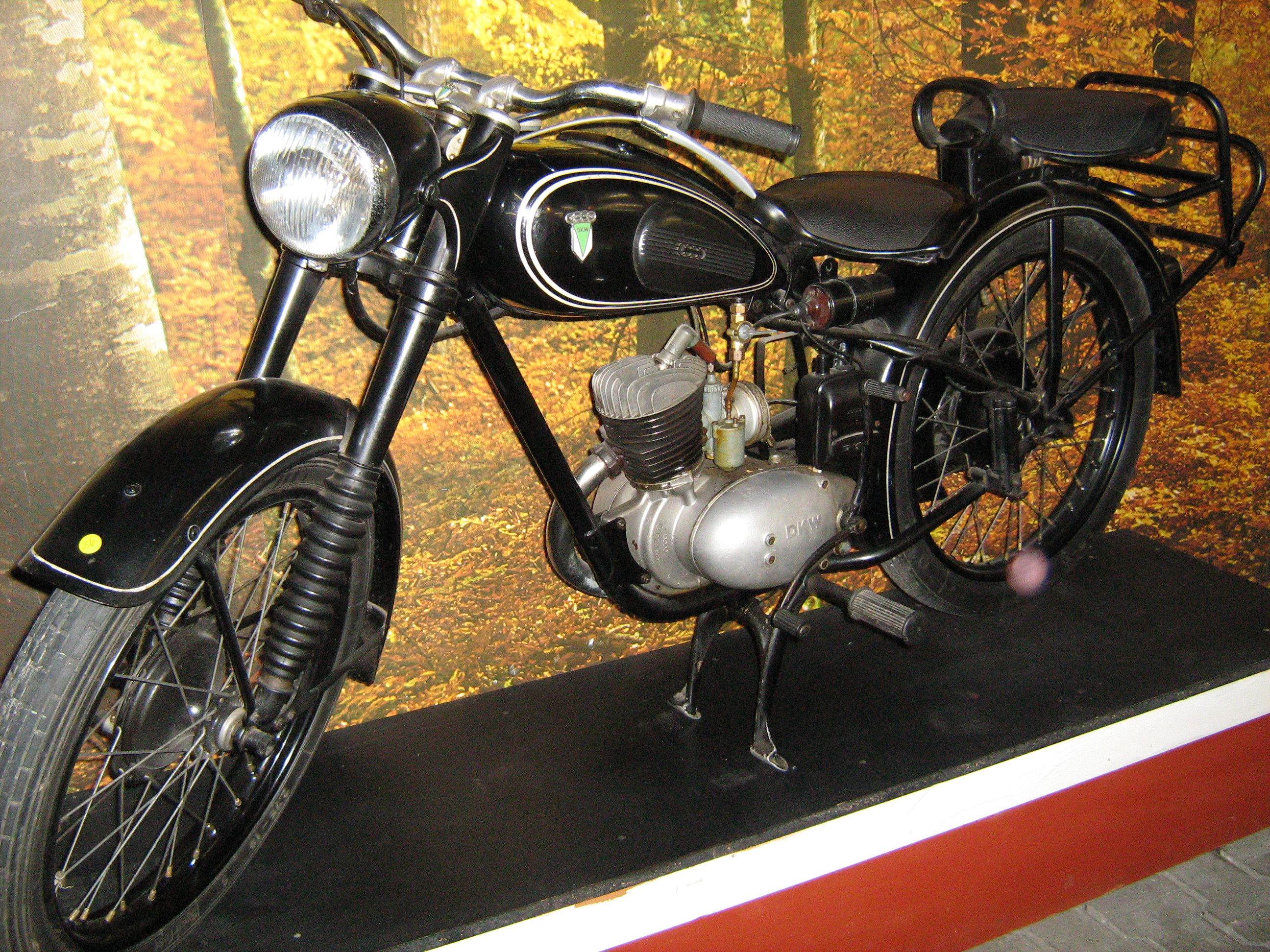
Geschlossener Einrohrrahmen als Starrrahmen (DKW RT 125)

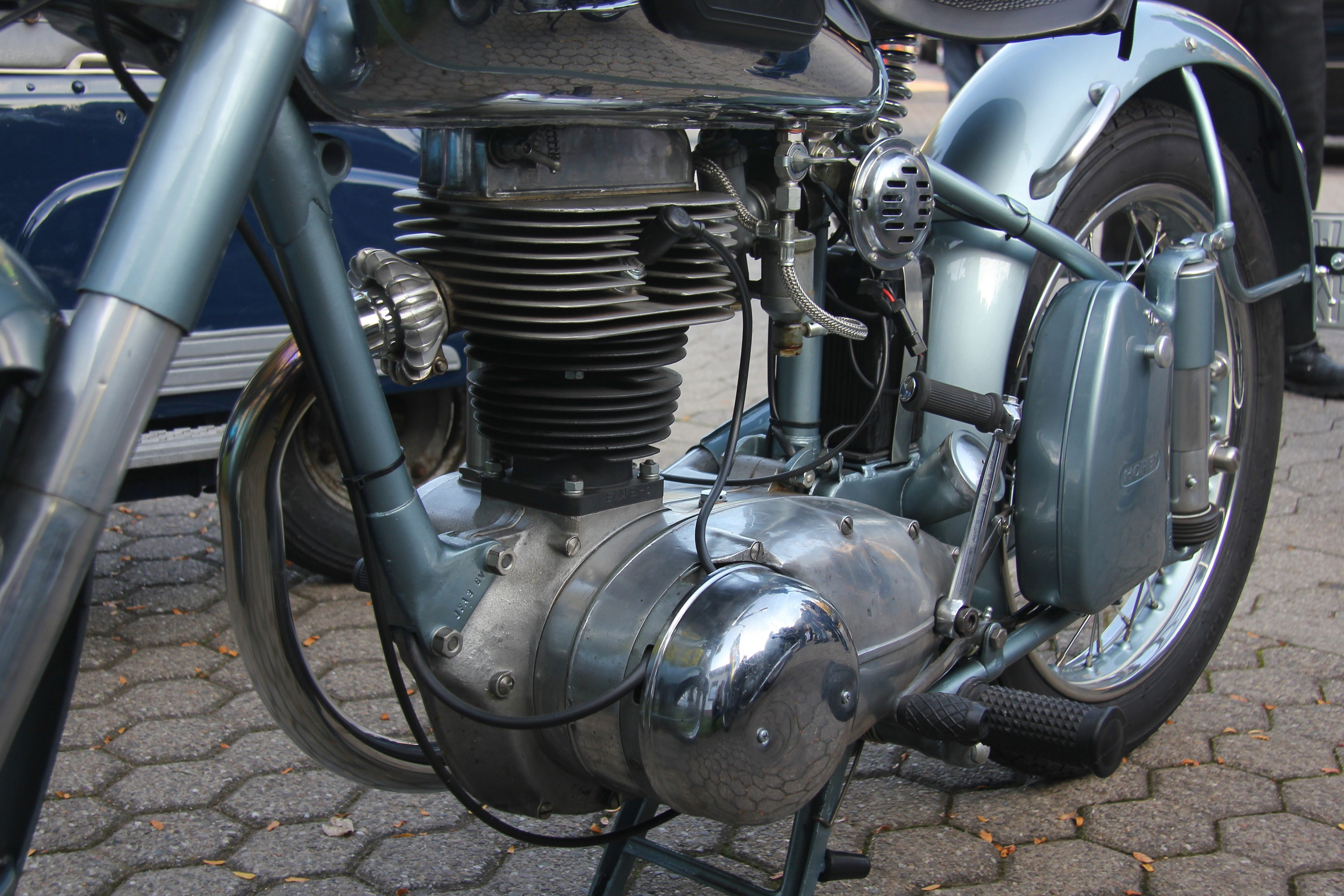
Offener Einrohrrahmen mit Geradwegfederung hinten (Horex Regina)

### Geschlossener Rahmen
Ausgehend vom Fahrrad wurde zu Beginn der Motorradentwicklung nur der geschlossene Einrohrrahmen verwendet. Dabei sitzt der Motor im unteren Rahmendreieck und ist gut gegen mechanische Beschädigungen geschützt. Nachteilig ist beim geschlossenen Einrohrrahmen zum einen der hohe Schwerpunkt, da das Rahmenrohr unter Motor und Getriebe durchgeführt wird, zum andern die geringere seitliche Stabilität. Diese Nachteile des Einrohrrahmens wurden mit dem geschlossenen, durch Querrohre verbundenen, Doppelrohrrahmen verringert, der auch heute noch verbaut wird. Einfache Ausführungen sind mit nur einem Oberrohr versehen.

### Offener Rahmen
Als Variante entstand der offene Rahmen, bei dem Motor und Getriebe auch als tragende Komponenten genutzt wurden. Rösler & Jauernig entwickelten 1903 erstmals ein Motorrad mit unten offenem Rahmen. Der Rahmen ist dabei im unteren Teil, in dem Motor und Getriebe platziert werden, offen. Dadurch sinkt das Gesamtgewicht und der Schwerpunkt. Bei fester Verschraubung übertragen sich aber auch Vibrationen auf den Rahmen. Bei elastischer Aufhängung kann die Motor-Getriebeeinheit nur eingeschränkt zur Stabilisierung beitragen. Dadurch sind diese Rahmen, wenn als Einrohrrahmen konzipiert, wenig verwindungssteif. Dieser auch als Zentralrohr-Brückenrahmen bezeichnete offene Rahmen wurde beispielsweise ab der MZ TS 250 verwendet.
Heute wird der offene Einrohrrahmen nur bei leichten Mofas und Motorrädern mit geringer Leistung verwendet. Dagegen hat sich der offene Rahmen als Doppelrohrrahmen, Brückenrohrrahmen und Gitterrohrrahmen etabliert. Um die Steifigkeit zu erhöhen, werden auch verschiedene Rohrquerschnitte kombiniert.

## Gliederung nach der hinteren Federung

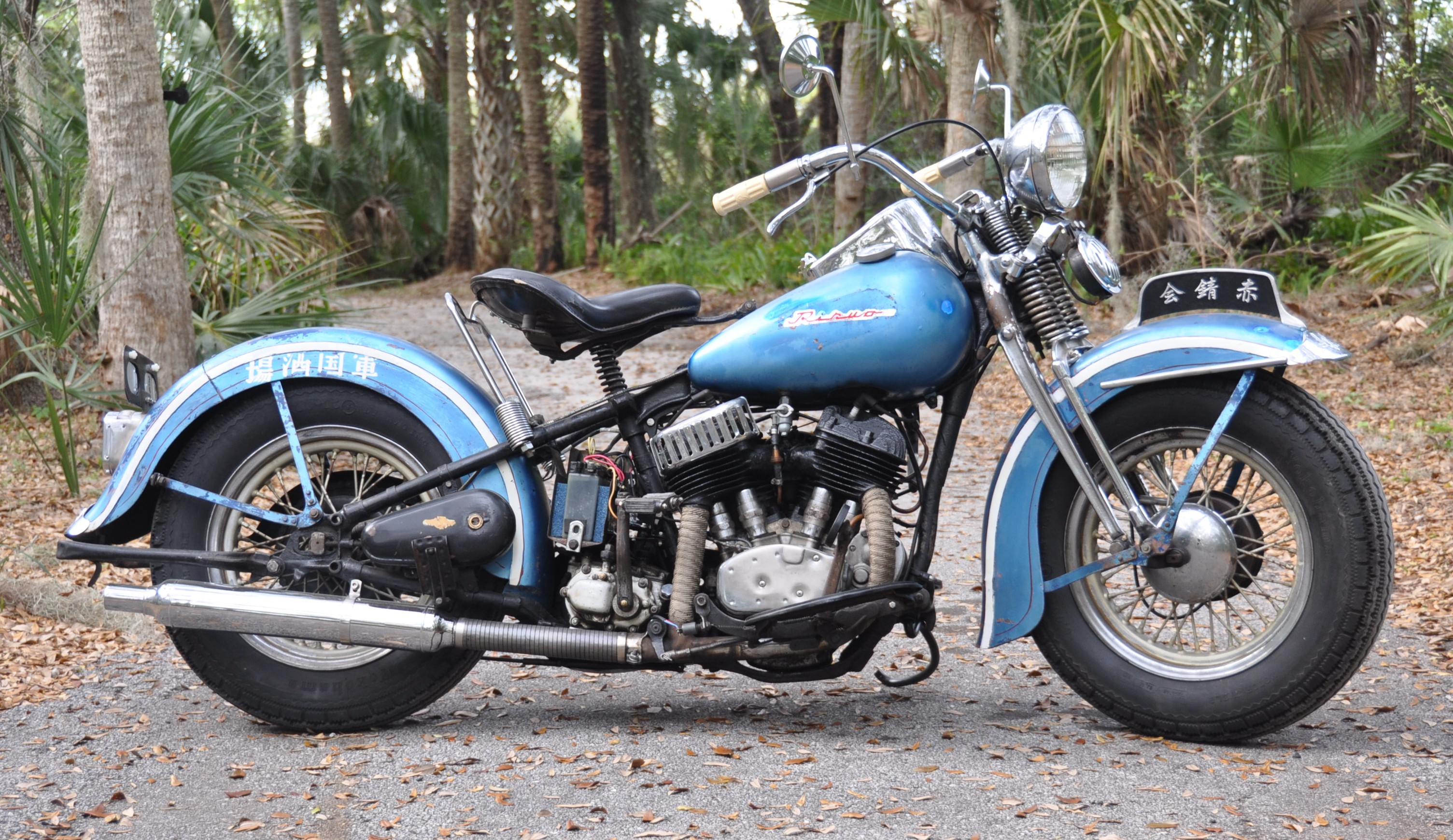
Starrrahmen (Rikuo VL)

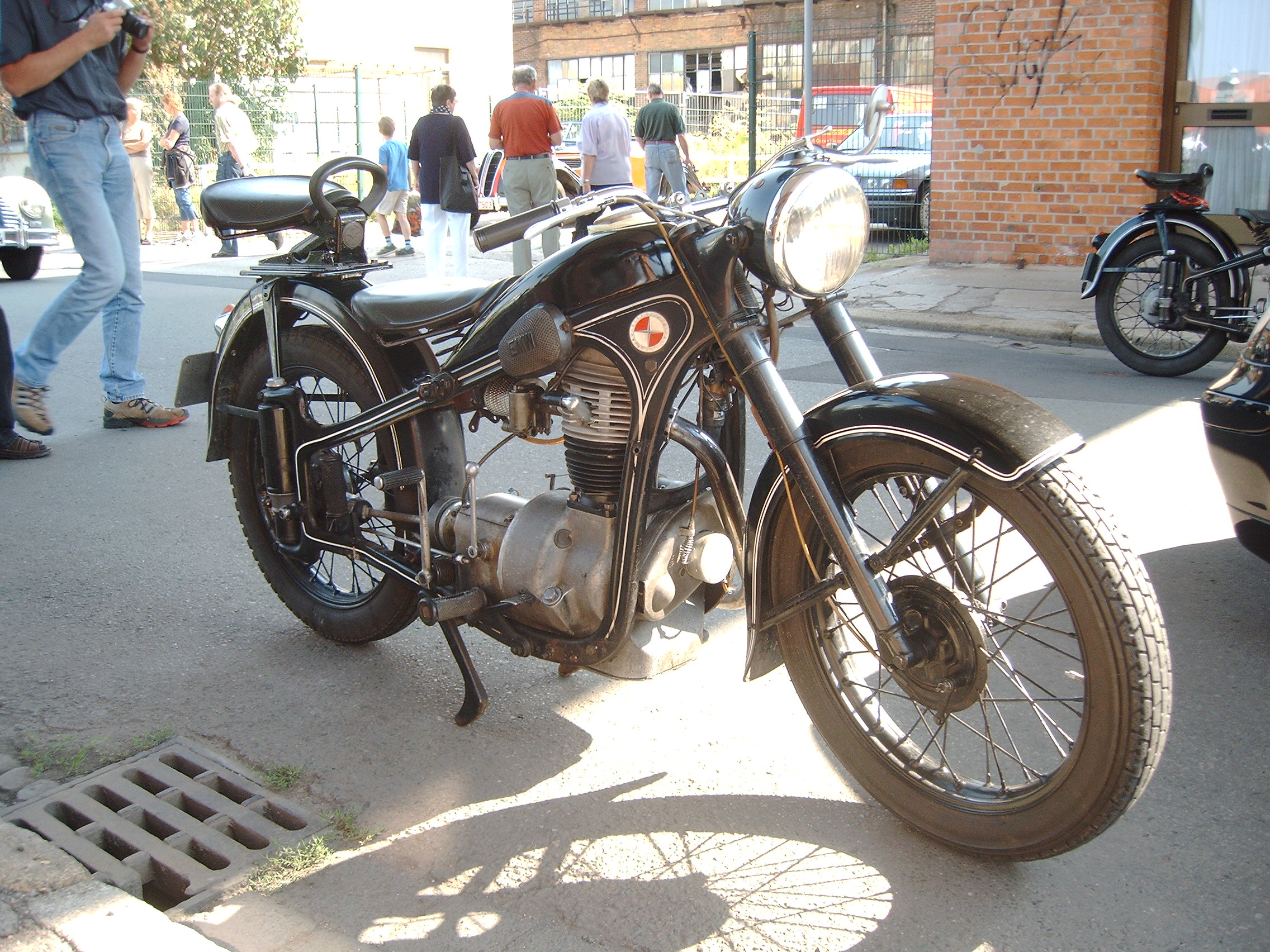
Geradewegfederung (EMW R 35)

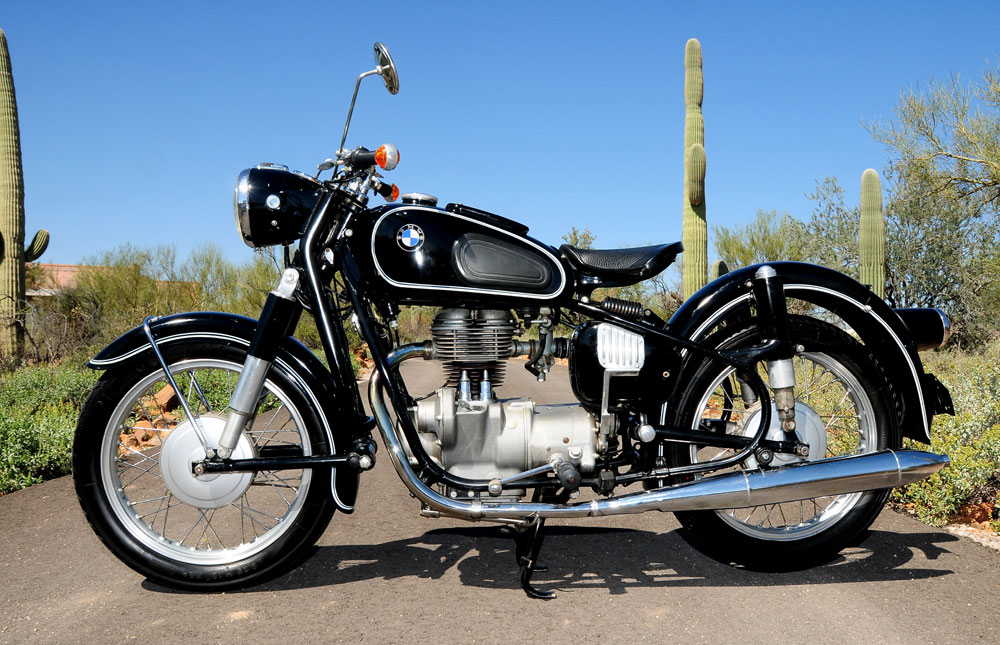
Vollschwingen-Fahrwerk (BMW R27)

### Starrrahmen
Beim Starrrahmen ist die Hinterachse fest mit dem Rahmen verschraubt. Diese Bauweise stammt aus der Anfangszeit der Motorradentwicklung. Durch die fehlende hintere Federung können Fahrbahnunebenheiten nur vom Reifen oder dem gesamten Motorrad aufgenommen werden, was zu unruhigem Fahrverhalten bei geringem Komfort führt. Durch die Entwicklung des Schwingsattels wurde der Fahrkomfort verbessert. Die ungefederten Massen blieben allerdings hoch. Diese bis in die 1930er Jahre verbreitete Bauweise wird heute nur noch bei Choppern aus optischen Gründen verwendet.

### Geradewegfederung
Mit der Geradewegfederung versuchte man, Fahrverhalten und Komfort der Starrrahmen zu verbessern. Durch am hinteren Rahmenende angebrachte Federelemente kann sich die Achse unabhängig vom Rahmen vertikal bewegen und so Unebenheiten ausgleichen. Dem gestiegenen Komfort steht ein deutliches Mehrgewicht bei geringem Federweg gegenüber. Die Gleitführungen verschleißen und verschlechtern dann die Fahrsicherheit. Außerdem verändert sich beim Einfedern ständig der Abstand des Hinterrades zum fest im Rahmen montierten Motor/Getriebe, was zusätzlichen Aufwand für die Kraftübertragung bedeutet (Schubstück beim Kardanantrieb oder Spanner bei Ketten oder Riemenantrieb). Diese Bauweise ist heute überholt.

### Schwingenrahmen
Beim Schwingenrahmen wird das Hinterrad in einer Schwinge geführt, die nahe am Getriebeausgang gelagert ist. Das Hinterrad beschreibt beim Einfedern eine Kreisbahn um den Lagerpunkt, die Abstandsänderungen (zwischen Getriebeausgang und Hinterradachse) beim Federn sind gering. Die Hinterradschwinge der Maico Taifun kommt sogar ohne derartige Abstandsänderungen aus, weil ihr Drehpunkt mit der Achse des Kettenritzels am Getriebeausgang zusammenfällt.
Auch lassen sich deutlich größere Federwege realisieren. Daher ist diese Rahmenform (mit zwei seitlichen oder einem zentralen Federelement) heute Stand der Technik.
Ist die Schwinge als Triebsatzschwinge ausgebildet, finden keine Abstandsänderungen zwischen Getriebeausgang und Radachse beim Federn statt, der Schwingendrehpunkt kann dann sogar vor den Motor gelegt werden, wie beim Maicomobil.
Wird zur Federung sowohl vorn als auch hinten eine Schwinge eingesetzt, spricht man vom Vollschwingen-Fahrwerk.